# まじめにふまじめ かいけつゾロリ
『まじめにふまじめ かいけつゾロリ』は、原ゆたかによる児童書の『かいけつゾロリ』シリーズを原作としたテレビアニメ。2005年2月13日から2007年1月28日まで、メ〜テレを制作局としてテレビ朝日系列で全97話が放送された。『かいけつゾロリ』の続編に当たるアニメ。2012年以降制作されている『かいけつゾロリ』名義の映画についても本項で述べる。

## 概要
前作『かいけつゾロリ』の好評を受け、当初1年間の予定だった放送期間をさらに延長し、新シリーズとしてスタートしたのが本作品である。またこれに伴い、タイトルも上記のものに変更された。
新シリーズの開始に併せ、それまでのアンバーフィルムワークス・亜細亜堂の2社から、本作品ではこれまでも日曜朝7時台のアニメ枠に関わってきたサンライズ（第5スタジオ、現在のバンダイナムコピクチャーズ）と亜細亜堂の2社体制へと制作会社が変更された。また制作会社の変更によりスタッフも一部を除き大幅に変更されているが、継続して登場しているキャラクターの担当声優など、イメージが大幅に変わってしまう要素については子ども向け番組という点での配慮もあり、変化を避けている部分もある。なお本作品の51話でも再度監督、シリーズ構成など一部のスタッフが変更されている。
また、『あじゃぱー編』のクライマックスである「ちきゅうさいごの日」は原作では隕石から地球を守ろうとするゾロリに協力するのは妖怪学校の妖怪たちのみだったが、原作では登場しなかった、ネリー、ガオン、ブルル、タイガー、モーモー娘などといったキャラクターも登場した。
第50話の放送後、放送当時出版されていた原作を全て使い果たしたことから、第51話以降は全てテレビオリジナルのストーリーとなった。また、区別のためこのシーズンからは『ゼッコーチョー編』と表記されることが多い。劇場版は原作があるため『あじゃぱー編』であったが、アニメ終了後の劇場版はそのような区別はない。
2006年3月には初の長編映画『まじめにふまじめ かいけつゾロリ なぞのお宝大さくせん』が公開された。
2007年1月28日をもって、前シリーズから通算3年続いたテレビアニメは放送終了。2012年冬には初の単独上映による長編映画として『映画かいけつゾロリ だ・だ・だ・だいぼうけん!』が公開された。以後、単独の長編映画の制作が続いており、2013年冬には『映画かいけつゾロリ まもるぜ!きょうりゅうのたまご』、2015年秋には『映画かいけつゾロリ うちゅうの勇者たち』、2017年秋には『映画かいけつゾロリ ZZのひみつ』が公開された。
2005年よりアニマックス、2009年よりキッズステーションで再放送され、字幕放送も実施。
2020年4月5日より放送局をNHK Eテレに移行し、タイトルも『もっと!まじめにふまじめ かいけつゾロリ』に変更した新作テレビシリーズが放送開始。

## 主なキャラクター
名前の横の括弧内はラテン文字の表記。1期初登場キャラクター（ろくろっ首除く）や原作のある物語でしか再登場していない者（ゾロンド除く）は2期には登場しない。前作および原作から引き続き登場するキャラクター（ゾロリ・イシシ・ノシシ・ネリー・ナジョー・ゾロリーヌなど）についてはかいけつゾロリを参照。

### 第1シリーズオリジナルキャラクター
雪女の彼氏
昔、雪国で吹雪その子と一緒におでんを食べていた雪男。ワンドック博士にそっくりだった。登場は吹雪その子の回想のみ。
ランラ（Ranra）
声 - 豊口めぐみ
第9、10、48話登場。コニャンの姉。柔道の有段者であり、グラモを投げ飛ばした。コニャンと同じくメガネをかけている。当初は「ゾロリ小五郎」を名乗っていたゾロリを疑っていたが、彼の名推理で見直し感謝した。
劇場版『うちゅうの勇者たち』ではエンディングに登場。
校長先生
声 - 広瀬正志
第11話、12話、30話、39話、40話、48話登場。魔法学校の校長。初登場時はネリーが禁断の魔法の本にあった呪文を唱えたことにより、ちくわになってしまった。
教頭先生
声 - 永井誠
第12話、30話、39話、40話登場。魔法学校の教頭。初登場時はネリーが禁断の魔法の本にあった呪文を唱えたことにより、ちくわになってしまった。
おばちゃん
声 - AKIKO
第12話、30話、39話、40話登場。魔法学校の食堂のおばちゃん。
魔法学校の生徒
声 - 鈴木達央、谷井あすか
第11話登場。ネリーと同じく魔法学校に通う生徒。ネリーが禁断の魔法の本にあった呪文を唱えたことにより、ちくわになってしまった。
トカゲ
声 - 鈴木達央
第12話登場。
ダポン（Dapon）
声 - 肥後誠、AKIKO（幼少期、第45話）
第11話初登場。魔法の国に住んでいるタヌキの薬屋の主人。魔法の薬の目利きと調合に関してはピカイチで、彼の右に出る者はいないと言われるほど。実はゾロリたちと同じ外の世界の出身。彼の家系は先祖代々薬の配達のために魔法の国への出入りを許された一族であり、魔法の国には移住する形でやってきた。魔法の国では薬局を経営していたが、魔法の森を封印したことで発生した薬草の採取困難に便乗して法外な値段で薬草を売りさばいて大儲けをしてからは支店まで増やしているが、一部の魔法使いからは薬の質が落ちたと言われている。
魔法の国にある魔法の森封印事件の黒幕で、魔法学校の図書室に禁断の魔法の本を置いていき、ネリーに呪文を唱えさせて魔法の森を封印させた張本人。ブルルとコブル、ゴリ丸とサル丸らといった魔法の国の外の者を招いた大招き猫と村人の正体。表向きは紳士な性格を演じていたが、正体を現した際にはあくどい外観になり、口調も変化する。
子供の頃魔法使いに憧れていたが、魔法使いにバカにされたことが原因でエリート魔法使いへ復讐するために、ネリーに魔法の森を封印させた。
第45話の終盤でゾロリたちに諭されたことで自分の悪行を心から反省し、自首しようと情報局に向かう途中、ロジャーとエージェントに発見され逮捕されかける。一族に伝わる秘薬「ピンチの時に飲む薬」により巨大化して逃げる途中で落ちた底なし沼に沈みそうになった際には自業自得と考え何度かゾロリたちに子供たちを救うための魔法の薬の調合に関する遺言を残そうとするも、彼らの必死の説得とドラゴンつかいや魔法の国の医者や医師たちなどの救出作戦によって命は救われた。裁判の判決では本来ならばかつてゾロリたちが外の世界でかけられた罪や刑罰より遙かに多い罪を犯し100万年牢屋に入れられる重い刑罰がかけられたが、裁判を傍聴したロジャーの温情で罪を軽くしてもらい、薬局の経営と魔法学校で10年間魔法の薬の大切さを教えることで罪を償うこととなった。
町長
声 - 鈴木清信
第15話登場。ゴージャスタウンの町長。
ゴージャスタウンの町長夫人
声 - 堀越真己
第15話登場。
婦人
声 - AKIKO、岩男潤子、佐藤利奈、新井里美、伊東みやこ
第15話、16話登場。ゴージャスタウンの住人。
ジャン
声 - 浪川大輔
第16話登場。
ソレイヌ
声 - 根谷美智子
第16話登場。
ゴリチエ、アルマイニ
声 - 高戸靖広（ゴリチエ）、田中一成（アルマイニ）
第16話登場。
ロジャー（Roger）
声 - 石田彰、くまいもとこ（25話中盤から終盤、26話終盤まで）
第20話初登場。魔法の国の情報局のエージェントで様々な魔法を使いこなせるエリート魔法使い。黒いボブヘアと赤紫の瞳が特徴。魔法使いの帽子はかぶっていない。ほうきのデザインは初登場時では藁の色は黒、持つ部分は青、先端は雷マークだが第23話で折れてしまい、オンジに作ってもらったほうきは色が青色となっている。
魔法の国を守る使命に燃える真面目な性格。しかし魔法こそが万能だと考えプライドが高く、やや傲慢な性格で魔法が使えない者を見下す所がある。実際にその考えが失敗しているところがあり、その経緯でゾロリと対立し、ダポンが悪さをするきっかけにもなってしまった。原因不明の魔法で封印された魔法の森の調査に現れる。第25話では屋敷の調査に来ており、地下室の扉を開けた際おんぷにぶつかり、ノシシと声が入れ替わってしまった。
彼のことを慕っている後輩の魔法使い・ミリーにゾロリが一目惚れしていることと、お互いの態度が相まって顔を会わせるごとに火花を散らしている。とはいえ、第26話でブックラこいーたのおやじギャグで笑うお茶目な一面もある。後に魔法は万能ではないと知り、ゾロリやダポンなどに対する考えも改まった。ダポンが真犯人と知った際、見つけたら逮捕する一念で、第45話で自首しようとしたダポンの話も耳を貸さなかった。第46話で彼が巨大化した際、容赦なく捕らえようとした。ダポンが底なし沼にはまった際も犯罪者だからということから助けようとせず、そんな態度をとった挙句ミリーに平手打ちされた。しかし第47話でダポン救出作戦に協力した。また、今まで魔法の薬は所詮道具だとバカにしていたが、ダポンを救出する小さくなる薬の製造が上手くいかず、ナジョーの「作る人の思いが大切」という助言を聞いて薬作りの難しさを痛感し、ダポンの裁判時に裁判長が罪状を述べた後に、「魔法の薬と魔法は2つ揃って成り立つ」、「ダポンは十分に反省していて、魔法の国としても彼の薬が必要」などと発言し、罪を軽くするよう裁判長に訴えた。
ダポンが起こした魔法の森封印事件解決後はミリーと付き合うこととなり、挙句の果てには地球の危機に際し魔法の国を飛び出し、ミリー、ネリーとともにブーデル研究所に来て、魔法の国を助けてもらった恩返しを果たした。
第44話でゾロリたちが魔法の国の外で警察沙汰になっていることを知っているが、魔法の国では外の世界との犯罪者引渡しの条約は特に無く、ゾロリたちは魔法の国にいる間は外の世界の警察に捕まることはなく、ゾロリ曰く平和なこの国で自分たちが英雄扱いを受けているためにイタズラもし辛いようで、こちらで犯罪行為を行わない限り出入り禁止になることもない。
ポラ彦、ペル美
声 - 鈴木達央、谷井あすか
第20話登場。
バスの運転手
声 - 陶山章央
第20話登場。
尾鰭で歩く魚
声 - 小野坂昌也（リーダー）、津田匠子（おばちゃん）、福山潤（学生）
第21話登場。まほうの森が封印されたことにより、尾鰭で歩き言葉も喋れる魚になっていた。また、同時に住処である湖が枯渇してしまったため、ミネラルウォーターで体の乾きを潤していた。その後、封印を解き湖の水を取り戻してくれたゾロリを恩人と慕い、大量のミネラルウォーターをプレゼントする。
いたずら小ゾウ
声 - 山口勝平、檜山修之、最上嗣生、小田久史、古島清孝、宮下栄治
第22話登場。元々は大人だったが、いたずら病で子供になってしまった。いたずら病は男性だけがかかる病気で、かかると子供のころのいたずらの心が蘇り、元々大人だった者も、いたずら小ゾウになってしまい、ゾウのような鼻ができてしまい、語尾に「ゾウ」を付けて話すようになる。治すには、まほうの森にある紫の薬草でしか治せない。最初はナジョーの封印で取れなかったが、ゾロリが作ったいたずらグッズのブーブークッションの正しい使い方で、紫ナジョーが現れ、まほうの森の紫色が戻った。また、いたずら小ゾウのいたずらに7回引っかかった者もいたずら小ゾウになってしまう。ゾロリ、イシシ、ノシシも7回引っかかったため、いたずら小ゾウになってしまうが、紫ナジョーが戻ったことで、紫色の薬で元に戻った。
ミリー（Milly）
声 - 半場友恵
第22話初登場。ネリーの姉でロジャーの後輩の魔法使い。妹と同じく跳ね上がった茶色の髪と灰色の瞳が特徴。クリーム色のコートを着て長ズボンを履いている。ほうきは薄い赤。第23話で折れてしまい、オンジに新しく作ってもらった。
ゾロリにお嫁さん候補として一目惚れされているが、ミリー本人はあまり気にしておらず、先輩魔法使いであるロジャーに対して尊敬とともに恋愛感情を抱いている様子。優しげな女性だが、第41話で大怪我を追いながらさらに無理をしようとしたロジャーを必死で引き止めたり、第46話で彼の態度に激怒して平手打ちするなど、妹に似て気丈で強気な面もある。
ダポンによる魔法の森封印事件解決後はロジャーと真剣に交際することをゾロリたちに伝え、第48話ではロジャーや妹と共にゾロリに協力した。
劇場版『うちゅうの勇者たち』ではエンディングに登場。
オンジ
声 - 屋良有作
第23話登場。ほうき作りの名人。
見習い
声 - 上田陽司、古島清孝、鈴木達央
第23話登場。
ワラコ
声 - 上村典子
第24話登場。幼稚園の先生。肝っ玉母さんで息子のワラビーにはかなり厳しく接しているが、それも子供たちのまとめ役になって欲しいという願いからのものだった。真意に気づかず家出をした彼に腹を立てて最初は静観したが、ゾロリたちの説得に動かされてワラビーを救出。和解することができた。
ワラビー
声 - 伊東みやこ
第24話登場。ワラコの息子。ワラコガ自分にだけ突き放すような態度を取られていると不貞腐れて家出をしてしまう。しかし、ゾロリたちと遅れてやってきた彼女にピンチを救われたことで考えを改め、母の真意を理解することができた。
園児たち
声 - 鈴木達央、新井里美、西野陽子
第24話登場。
魔法の国のヤギの医者
声 - 鈴木達央
第24話、39話登場。
ディアリー
声 - 宍戸留美、梁田清之（25話、26話〈終盤まで〉）
第25話、26話登場。森でゾロリたちが目撃した少女。最初に登場した際、ゾロリたちを見つけた際、不動産屋と声が入れ替わったことからゾロリたちから逃げ出し、森にある小屋にこもった。ゾロリたちが入ろうとした際「来ないでー!」と怪物のような声で叫んでいた。声が不動産屋と入れ替わってしまった際泣いていた。26話で紺ナジョーが戻ったことで声が元に戻った。
不動産屋
声 - 梁田清之、宍戸留美（25話、26話〈終盤まで〉）
第25話、26話登場。最初に登場した際、ディアリーと声が入れ替わってしまった。第26話で紺ナジョーが戻ったことで声が元に戻った。
音楽楽器達
26話登場。
新人アクマ
声 - うえだゆうじ
第27話、28話登場。くまが天国に行った後にえんま大王の側近になった新人（見習い）の悪魔。首から若葉マークをさげており、口癖も「わかば〜」である。見た目や性格も悪魔（くま）に比べ、悪魔らしく冷酷でゾロリたちを殺そうとした。
黴菌
声 - うえだゆうじ
第28話登場。
ドラゴン使い
声 - 小野健一
第29話登場。第47話では底なし沼に沈みそうになったダポンをドラゴンと共に助けに駆けつけた。本人は第29話でドラゴンを逃がしてくれた時の借りがあったからという。
ドラゴン
声 - 古島清孝
第29話登場。本物の桃色のドラゴン。47話では、底なし沼に沈みそうになったダポンをドラゴン使いと共に助けに駆けつけ、ダポンの左耳を引っ張って沈まないように協力した。
ドラゴンの赤ちゃん
声 - 不明
第29話登場。
不良草
声 - 阪口大助
第29話登場。
草の根
声 - 不明
第29話登場。
カレー屋店長
声 - 三宅健太
第32話登場。
腹が減った客
声 - 高橋裕吾、鈴木達央、梯篤司
第32話登場。
大招き猫
声 - 肥後誠
第33話登場。後に声の正体がダポンであったことが明らかになった。
ワル
声 - 鈴木達央
第34話登場。物語の冒頭でノシシが考えたスーパーノシシの物語に登場した悪者。ネリーを人質にしていたが、スーパーノシシのおならでやっつけられた（捕らえられていたネリーも巻き込まれた）。ロジャーに似ている。
ガットーネ
声 - 関俊彦
第34話登場。アルバイト青年。
ヘトリス
声 - 石川寛美
第34話登場。
ちょっとダケ
第35話登場。トリュフに似た毒キノコ。解毒花のアンダ・コリアと共に絶滅していたが、緑ナジョーが封印されたために復活し、森を訪ねたゾロリ、イシシ、ノシシ、森に住むスノウが口にしてしまった。
フラワーモンスター
声 - 武虎
第37話登場。
薬局店員
声 - 小野健一、鈴木達央
第39話登場。
エージェント
声 - 武虎、鈴木達央、古島清孝、肥後誠、岩男潤子
第44話 - 47話登場。ロジャーと同じく魔法の国の情報局のエージェント。
魔法病院の先生
声 - 古島清孝
第45話登場。魔法の国にある病院の医者。
生徒
声 - 岩男潤子、石田彰
第45話登場。ダポンの幼少の回想シーンに登場した魔法学校の生徒の三人。「タヌキは魔法使いになれない」とダポンを馬鹿にしていた。ロジャーに似ていたもう一人の生徒はダポンが化けた姿にしっぽがあるのを見て「そんなの魔法とは言えません」と発言した。
火山の笑う岩
声 - 鈴木達央
第47話登場。「タツノオトシゴ草」、「固茹でなるとの実」、「知恵の輪草」と共に小さくなる魔法の薬の材料のひとつ。
面白トカゲ
第47話登場。ゾロリは「面白くもなんともない」と言っていたが、意味は「尾も白い」とミリーが答えていた。しっぽは小さくなる薬の材料のひとつ。逃げ足が速く、一度は取り逃したものの、ダポンに対する考えを改めたロジャーによって捕らえられる。

### 第2シリーズオリジナルキャラクター
プッペ（Puppe）
声 - 伊東みやこ
51話初登場。52話から74話にかけてゾロリ一行を案内するために同行している子供のおばけ。語尾に「〜っピ」「〜っプ」とつく喋り方が口癖で、イシシとノシシの弟子である。当初は名前が無く、クレジットでも「チビお化け」と呼称されていた。「プッペ」という名前はゾロリが名付け親で、由来は、イシシとノシシが「プップッ」「ペッペッ」と言いながら、スイカの種を吐き出したことから。
とても臆病で、ゾロリたちに自分の本当の姿が見えないために、普段はお化けの森にある土偶に憑依している。ゾロリたちの勇気ある行動に感銘を受けており憧れている。土偶の身体は重たい上に中身はからっぽで、ゾロリたちも持ち上げるのには苦労していたが、プッペ自身は普通に持ち上げていることがある。カメダイヤの章では水底に沈んだ土偶の身体の中の泥を出したりとなにかと不便な身体だが、機転を利かせることも多々あった。後に正体を晒したがゾロリたちは「どんな姿でもプッペはプッペだ」と言って、仲間として慰めた。その後おばけの森も取り戻し、ゾロリと別れることになり、笑顔で別れるつもりだったがこれまでの旅してきたことによりこらえきれず、涙を流しゾロリが去ったあとは大声で泣いていた。ゾロリたちもプッペとの別れをとても惜しんでいた。
後の85話、86話で再会し、おばけの森の池と砂漠の岩をゾロリのメカにより水脈がつながってしまい、水をまとって登場した。土偶が盗まれてしまい取り返したあとはタタンカの村の像に乗り移るも村人の扇動に失敗してしまい、ゾロリが村人をごまかそうとするが自ら正体を明かして説得させ、ココをイノールたちから助ける際は再びタタンカの村の像に乗り移り離陸させて追いかけた。
さらに92話でも再会し、おばけの森の池と幽霊城の建っている辺りの井戸とをまたしてもゾロリのメカで水脈をつなげられ、土偶無しで出てきた。レイナ姫のばあやにゾロリを悪く言って諦めさせようとして、いいように解釈され丸め込まれて結婚式の司会に。そこに気を利かしてレイナ姫から事情を訊いて来たゾロリーヌがやってきて、彼女に王子の墓まで案内され、王子を呼び起こして結婚式に戻ってくると、ゾロリたちに王子を紹介し、城が成仏すると寝ぼけているイシシとノシシに気づかれぬ間に井戸に飛び込み帰って行った。
プラスのデンキウナギ
声 - 三宅健太
51話、52話、74話登場。おばけの森の池に住む守り神。ゾロリにたのみ事をする。
ルルー
声 - 大塚周夫
52話初登場。昔は不良の王者と恐れられていたオオカミ。長年の修行で子豚の家を吹き飛ばす力を手にした。尻尾を子豚3兄弟に奪われたため、ゾロリは彼に子豚の家を吹き飛ばすために協力。その後ゾロリのことを尊敬するようになり、ピンチには助けることを誓った（ゾロリたちがプッペと別れた直後の第2シリーズ後半最初の回の75話で果たした）。その後、赤ずきんたちのいたずらで、再び尻尾を取られるが、赤ずきんのおばあちゃんと恋に落ちたため、再び尻尾を取り戻し、ベジタリアンになった。現在は結婚した赤ずきんのおばあちゃんと新婚旅行をしている。第2シリーズではプッペに続いて多く出演している。
子豚三兄弟
声 - 小形満（長男）、三宅健太（次男）、阪口大助（三男）（森夏姫、伊東みやこ〈回想時〉）
52話登場。子供の頃にルルーと対決をして尻尾を奪った、とてもなかよしの三兄弟。現在はほぼ中年の姿をし結婚している。
家にはセキュリティやトラップが仕掛けられている。動かす電力は地下室のランニングマシンから供給している。
チェジュ
声 - 堀江由衣
53話登場。入ると子供になる遊園地に入り、ゾロリに会った可愛らしい少女。ゾロリは彼女に一目ぼれした。喧嘩両成敗でもある。正体は普通の老婆で、その事実を知ったゾロリはショックを受けた。
ペヨ
声 - 小林ゆう
53話登場。子供になってしまう遊園地に来ていた少年。運動神経はゾロリと互角。
カモネーズ（B'z）
54話登場。ニコニコタウンのお笑いグループ。お笑いのセンスの問題で互いに対立している。
ソーカモネ（MayBe）
声 - 宝亀克寿
ニコニコタウンの町長。自分のギャグが周囲からウケないことに腹を立て、笑った者や笑わせた者を法律で処罰する『お笑い禁止法』を作った。実は顔芸が得意で、最後には自分のギャグは一人ではギャグとして成立せず、相方が必要だと悟った。
アルカモネ（CanBe）
声 - 大塚明夫
指パッチンが得意でハイセンスなギャグが一番だと信じている。
ナイカモネ（CantBe）
声 - 矢尾一樹
一発ギャグが大好きでウクレレをいつも弾いている。

シンデレラ
声 - 植田佳奈
55話、56話登場。家の仕事を完璧にできる女の子。執事ロボット・セバスチャンの登場でお払い箱になりつつあったが、ゾロリのおかげでお城の舞踏会に行けて、王子様にまた会うことができた。
劇場版『うちゅうの勇者たち』ではエンディングに登場。
シンデレラの姉
声 - 川村万梨阿、本多知恵子
55話、56話登場。童話の原作と同様、意地悪な性格。執事ロボット・セバスチャンを使って王子との結婚を企てた。
セバスチャン
声 - ふくまつ進紗
55話登場。
シンデレラの家で家事を行うロボット。
王子様
声 - 緒方恵美
56話登場。
舞踏会に参加する女性は皆、自身の身分に惹かれて来た人ばかりで飽き飽きしており、自身の性格を見てくれる人と結婚したいと思っている。
舞踏会は拒絶してゾロリに譲ったが、後にゾロリに説得されてシンデレラと再会できた。
大臣
声 - 茶風林
56話登場。
女
声 - くまいもとこ、伊東みやこ
56話登場。
サイサイ
声 - こおろぎさとみ
57話登場。ものすごい力を持つパワフル赤ちゃん。彼の突進力は家を動かすほどで、木も押し倒した。げっぷも非常に大きく、ミルクを飲むときも凄い勢いである。おやじギャグを聞くと喜ぶ。ゾロリたちはこの赤ちゃんに散々に遊ばれている。ゾロリはこの子をパワフル赤ちゃんとして、テレビ局で稼ごうと考えていた。
サイサイのママ
声 - ならはしみき
57話登場。サイサイの母。
サイサイのパパ
声 - 堀川仁
57話登場。サイサイの父。
ペペロ
声 - 渕崎ゆり子
58話、59話、94話登場。ゾロリにいろいろといたずらをしかけてくるライバルで頭の回転もゾロリ並み。長靴のペペロと呼ばれている。粉ひきのピエールをデイジー姫の花婿にするために知恵をしぼった。
94話では森で倒れていたところを縦縞サブロクに助けてもらった恩返しにお正月のわらわせ大会を企画した。
アルジャン国王
声 - 玄田哲章
58話、59話登場。
デイジー姫
声 - 沢城みゆき
58話、59話登場。アルジャン国王の娘の姫。見かけやお金ではなく、心のうつくしさを大事に思っている。父はお金持ちと結婚させようとしたが、父の意に反してピエールと結婚した。
ピエール
声 - 石井真
58話、59話登場。貧しい暮らしをしていた粉挽きのカバ。デイジー姫に恋しており、恩を売ったペペロの助けで結婚できた。
魔王
声 - 三宅健太
58話ではバケル男爵として登場し、59話登場。大仏や鼠を始め、大きさにかかわらず様々なものに変身できる。
イエティ
声 - 志村知幸
61話初登場。おばけの森の雪男。山にごみを不法投棄されまくったせいで登山客を信用せずにいた。プッペに説得されると、ゾロリたちにアイスクリームをご馳走した。おやじギャグを楽しむ。
さとちゃん
声 - 一龍斎貞友
62話登場。うさぎ食堂を営んでいるウサギ。山ちゃんとはライバル関係にあたる。
山ちゃん
声 - 伊藤健太郎
62話登場。たぬき食堂を営んでいる「イタズラキング」の異名を持つタヌキ。ライバルのさとちゃんの経営する食堂に客が入らないようにあらゆる妨害工作を行う。
カッチーナ（Kacchina）
声 - 神奈延年
63話初登場。おばけの森の仲間で、弦楽器を鳴らして風を起こし、谷を通らせないようにしている。イエティと違いプッペの説得を跳ね除けたが、ゾロリの飛行船との勝負で乱入したゾロンドに案内されたゾロリが風の隙間に飛び込み、弦を弾き過ぎて切ってしまったが、いつの間にか直した。
ブルック
声 - 中田和宏
63話登場
ヒンデン
声 - 根谷美智子
63話登場。ブルックの娘で、とてもおしとやかですてきな女の子。お母さん思いの心にゾロリがキュンとなった。
ワンヌ
声 - 能登麻美子
64話、65話登場。記憶喪失になったゾロリを助けたシスター。人を信じていて、うたがったりしない。どんなことにも立ち向かう強い心を持っている。内心ではゾロリを善人だと信じているが、ラストはわざと悪人だとシスターとは言い難い嘘をついた。
カバの修道女
声 - 亀井芳子
65話登場。
ガメッツ
声 - 中田譲治
64話、65話登場。何をするにも税金を掛け、その金で買ったカメダイヤを自分の物にしようとした町長。最後はパレードにて口が滑って本性を暴露してしまい、町長の権限を剥奪された。
警察官の隊長
声 - 石原凡
64話、65話登場。
秘書
声 - 吉田裕秋
64話、65話登場。
赤ずきん
声 - 横山智佐
66話登場。七人兄弟の長女で、いたずらをして人を困らせるのが大好き。実はおばあちゃんの言うことを素直に聞くいい子。
赤ずきんのおばあちゃん
声 - さとうあい
66話登場。赤ずきんのおばあちゃん。赤ずきん曰く相当ないたずらの天才らしいが、ルルーに一目惚れし結婚した。
子ヤギ
声 - 古島清孝、山崎みちる、小林希唯、こやまきみこ、大村香奈子
66話登場。赤ずきんの姉弟。
メカガオン（カオン）
声 - 山寺宏一
67話登場。ゾロリがメカイシシとメカノシシをイタズラさせるために、作ったロボット。だが、結局うまくいかず、改造しているうちにガオンとは似付かないほどの外見になってしまった。前作のソロリ同様、ガオンに会うことなく爆発してしまった。
農民
声 - 古島清孝、森夏姫、池田知聡
67話登場。
チャンポ
声 - 屋良有作
68話登場。ゴルフ大会で決勝まで進んだゾウ。実はズルをしてタヌキに手伝わせていて、最後は負けてしまった。
バーガー（アーノルド・バーガー）
声 - 宮澤正
68話登場。伝説のゴルファー。
チャンポの子分
声 - ふくまつ進紗
68話登場。
スターター
声 - 古島清孝
69話登場。
サンディ
声 - 氷上恭子
69話登場。
びっくりサーカスの一員。かつては空中ブランコの花形だったが、過去の失敗から自信を失くしていた。ダンとは両想いで、そのことを知ったゾロリはショックを受けていた。
ダン
声 - 江川央生
69話登場。
びっくりサーカスの一員。本番中にノシシのミスによってブランコから墜落してしまったサンディを救った。
リン
声 - 浅野真澄
69話登場。
びっくりサーカスの一員。
団長
声 - 藤本譲
69話登場。
びっくりサーカスの団長。ゾロリたちのパフォーマンスを見て、ゾロリをサーカス団に勧誘する。
ヤギ蔵
声 - 松岡文雄
70、71話登場。お供のゴックン、ブーカイ、タゴジョーと一緒に旅をしているヤギ。性格はとてもわがままで人使いも荒い。手持ちのリモコンを使って相手の頭につけた特殊なリングで締め上げる。
ゴックン
声 - 岡野浩介
70、71話登場。ヤギ蔵のお供のサル。怒ると誰にも止められない乱暴者。ゾロリたちにヤギ蔵のお供になるのをやめるよう催促する。みんなで力を合わせて町の人を苦しめているお天気マシンを壊した。
ブーカイ
声 - 桜井敏治
70、71話登場。ヤギ蔵のお供のブタ。ゴックンとの戦いに敗れたゾロリに痛み止めの薬を渡す。
タゴジョー
声 - 津田健次郎
70、71話登場。ヤギ蔵のお供のカッパ。
金太
声 - 檜山修之
70、71話登場。銀太と一緒にギューギュー電気の社長に雇われている。「はい」と返事をすると吸い込まれるガチャガチャを使う。その後ゾロリが社長の声を録音した機械を使って、ガチャガチャに吸い込まれてしまった。プッペの石頭によってガチャガチャマシンを破壊された後は銀太と共にゾロリたちのもとから逃亡した。
銀太
声 - 古島清孝
70、71話登場。兄の金太と一緒にギューギュー電気の社長に雇われている。ゾロリとのクイズ勝負で、その答えを言ってしまい、ガチャガチャに吸い込まれてしまった。
ミル
声 - 水谷優子
70、71話登場。ゾロリをだますために、若い女の子に変装したギューギュー電気社長の妻。お天気マシンを壊された際に全身に大怪我を負った。
ギューギュー電気の社長
声 - 麻生智久
70、71話登場。自分の会社のクーラーを売るために、町を暑くする装置を作っていたウシ。そしてゾロリたちにお天気マシンを壊されてしまった。妻のミルには頭が上がらない。
なお、装置を動かす電力は風力発電から供給している。
ギューギュー電気の営業マン
声 - 池田知聡
70、71話登場。
三枝田みらい
声 - 松本梨香
72話登場。予知能力を持った少女。
ヤマダ三世
声 - 荒川太朗
72話登場。おやじギャグトーナメントの司会者。
尾中ミエ
声 - 芝原チヤコ
72話登場。おやじギャグトーナメントの司会者。
マイナスのデンキウナギ
声 - 古島清孝
73、74話登場。おばけの森からいなくなり、ゾロリたちが探していた。プラスのデンキウナギと異なり、かなり体が小さい。イタズラ王の家の電力を賄っていた。
中年男
声 - 長嶝高士
73話登場。
イタズラ王から譲り受けた家でテレビゲームで遊んでいた男性。ゾロリがマイナスのデンキウナギを連れて帰ろうとした際にいなくなられるとゲームができなくなると一度は断ったが、ゾロリに発電用の風車と自転車を用意してもらい、連れて帰るのを認めた。
ダイコンザメ
声 - 朝倉栄介
73話登場。
カボチャクジラ
73話登場。
怪獣子
声 - TARAKO
73話登場。
ブルルーズエンジェルス
声 - 折笠愛、川瀬晶子、篠原恵美
74話登場。ブルル公爵が雇ったネコの美女三人組。ものすごい美人だが、めちゃくちゃ強くて怖い。イエティにおやじギャグで凍らされた。
メカブル
声 - 朝倉栄介
74話登場。ブルル公爵の伐採車から出てくるブルドッグ型ロボット。カッチーナに吹き飛ばされた。
黒服
声 - ふくまつ進紗、佐々木誠二、遊佐浩二、古島清孝（パイロット）
75話登場。
三休
声 - 千葉一伸
76話登場。
片言な日本語を喋る旅人。国王が出題するクイズを次々と解いていくが、全て偶然が重なったもので、後に自分が三休ではなく「ニキュウ」という赤の他人だと判明する。
カヨ
声 - 長沢美樹
76話登場。
国王のクイズを解くに当たって、三休の何気ない行動をヒントと解釈して解き進めたが、三休自身はヒントを与えたつもりはなく、事実上全ての謎を解いた。
国王
声 - 宮田幸季
76話登場。
国民にクイズを出題し、解けなかった者に罰ゲームを課して楽しむ。
ヒンエモン
声 - 新垣樽助
76話登場。
町長。カヨの両親が経営するホテルに宿泊しに来たニキューを三休と思い込み、国王の難題を解くよう頼み込む。
カヨの父・母
声 - 柴本浩行・森夏姫
76話登場。
ホテルを経営している。
ドラゴン戦士
声 - 黒田崇矢
76話登場。
ゴリゴ14
声 - 石塚運昇
77、78話登場。イシシとノシシがイヌタクに捕まってしまったゾロリを助けるために雇ったなんでも屋のゴリラ。得意技はゴム鉄砲だがいつも外れてしまい、ゾロリを助けるどころか却って危険な目に遭わせてしまう。
間違った九九ばかり言う癖がある。78話の終盤では、イシシとノシシのゴムぱっちんによって、刑務署に飛ばされ逮捕されてしまった。
機関車運転手
声 - 古島清孝
78話登場。
あきら
声 - 三田ゆう子
79話登場。
子どもたちのリーダー格。父に自身が作った小屋を認めてもらえるまでは帰らないと、子どもたちだけで暮らしている。子どもと大人の対決後、父に夕食の内容を告げられると、空腹感から父の元に帰ることになった。
あきらの父
声 - 千葉繁
79話登場。
棟梁として仕事している。子どもたちとの和解後、息子の作った小屋を高く評価した。
きよし
声 - 浅井清己
79話登場。
きよしの父
声 - 園部啓一
79話登場。
八百屋を経営している。
ユミ・エミ
声 - 間宮くるみ・佐藤朱
79話登場。
双子で、駄菓子屋「こどもおみせやさん」を経営している。また、お菓子の代金を現金で支払おうとしたイシシとノシシに現金は使用できないことを伝え、子どもたちの中での通貨を渡す。
ユミ・エミの母
声 - 天野由梨
79話登場。
勝負で子どもが相手だと手加減してしまい、相撲対決で敗北を喫する。
ジャックポット
声 - たてかべ和也
80話登場。ゾロリとガオンが出場したベスガラスタウンのカードバトルの参加者のカバ。その正体は不正を犯す詐欺師で、身長さえも装っている。最後はゾロリとガオンのタッグでインチキしていたことをばらされ、セコリッチの店で1年間タダ働きをやらされるハメになった。
セコリッチ
声 - 小形満
80話登場。
ゾロリが参加した「超カードバトル」の司会者。
グランパ・タタ
声 - 辻村真人
81話登場。
花を配る仕事をしている。「ひっさつイタズラ人」に狙われていると思われたが、実際には街ぐるみで旅に来た人をイタズラで面白がっていた。
伝説のイタズラ王を捜索するゾロリにイタズラ王の似顔絵を渡す。
マントの男
声 - 朝倉栄介
81話登場。
街に旅しに来た人がイタズラに引っかかる所を撮影するカメラマン。
オヤジ
声 - 星野充昭
81話登場。
中華料理屋の店長。ラーメンを強めに置いてスープをこぼすなど、接客態度や言葉遣いが荒っぽい。料理自体はイシシとノシシからは好評だった。
イヌのお客
声 - 古島清孝
81話登場。
中華料理屋に来ていた客。
ウサギの情報屋
声 - 高橋裕吾
81話登場。
ゾロリたちが中華料理屋から持ち帰った料理と引き換えに「ひっさつイタズラ人」の情報を教える。
ネコの店員
声 - 小林希唯
81話登場。
ゾロリが立ち寄った居酒屋の店員。ゾロリが「ひっさつイタズラ人」を探していると知ると、震え上がる。
シロクマのマスター
声 - 林毅史
81話登場。
ゾロリが立ち寄ったカフェのマスター。
配達人
声 - 小田久史
81話登場。
ジュース配りの仕事をしている。ゾロリに「ひっさつイタズラ人」と誤解され、激怒する。
執事
声 - 田口昂
82話登場。
マラソン大会では自分の足で走っていればズルをしても構わないことを伝える。また、マラソン中には自転車で発電し、モニタに選手の様子を出力していた。
セコイヤ夫人
声 - 伊藤美紀
82話登場。
城の城主。養子を決定するマラソン大会を主催したが、実際は走るのが速い人を探して発電機を稼働させて電気代を浮かせることが真の目的だった。ノシシがその餌食となったが、すぐにバテてしまったため、ノシシを城から追放した。
マラソン大会の参加者
82話登場。
ムラサキウニ男爵
声 - 津田英三
バフンウニ伯爵と並走し、巨大歯車のトラップを突破したが、最後の巨大な歯車に衝突して遠くに飛ばされ、脱落した。
バフンウニ伯爵
声 - 志賀克也
巨大歯車を飛び越えようとした際、ムラサキウニ男爵にタックルを受けて歯車に衝突し、脱落した。
イナバウマー
声 - 小田久史
ローラーシューズで歯車のトラップを避けるが、後続のラッツに弾き飛ばされ、脱落した。
カニンガム
声 - 古島清孝
パオーンが後述の理由で転倒した際、下敷きになり脱落した。
ラッツ
声 - 鈴木圭悟
八人九脚で走るが、カニンガムに足の紐を切り離されてバラけてしまい、脱落した。
パオーン
声 - 林毅史
巨大な体をした象。額から吊るしているバナナで走っていたが、ゾロリにバナナを吊るしていた紐を切られてその皮でこけてしまい、脱落した。
赤鬼
声 - 土師孝也
83話登場。
テーマパーク「じごくパラダイス」を切り盛りしているが、その見た目の怖さから客が1人も入らず、寂しがっていた。ゾロリの計らいによってワル桃太郎ロボとちょいワル風に変装したイシシとノシシを退治し、街の人から信頼を得ることに成功し、以降はマルチーヌのガードマンに就任。
ワル桃太郎ロボ
声 - 古島清孝
83話登場。
赤鬼の悩みを聞いたゾロリが開発したロボット。
農夫のおじさん
声 - 大西健晴
84話登場。
レバンナ王国を襲ったブルドーザーマシンを何者かに貰った。
ココ
声 - 岡村明美
85話登場。
タタンカ族の村人。砂漠で遭難しているゾロリたちを助けた。ナーバがイノールたちに依頼したことで、ゾロリと結婚させられそうになったが、敵対するポポンコ族の彼氏がいるため前向きになれなかった。ゾロリにそのことを打ち明け、ポポンコ族との関係の修復やゾロリとの結婚の阻止を依頼した。
劇場版『うちゅうの勇者たち』ではエンディングに登場。
ペリー
声 - 好村俊子
85話登場。
ココの母。
ナーバ
声 - 村松康雄
85話登場。
ココの父であり、タタンカ族の族長。ココが助けたゾロリたちを最初は排斥しようとしたが、ゾロリたちが水を掘り当てたことや、ゾロリが神様の友達という話を聞いて和解した。プッペが憑依した神の発言の語尾の「〜ピ」やゾロリの挙動不審な態度から一度はゾロリを疑ったが、プッペが正体を現して説得し、タヨールとイノールに騙されていたことをゾロリから知らされる。
ココの本当の気持ちを知った後にホークとの結婚を認めた。
タヨール・イノール
声 - 西村朋紘・古島清孝
85話登場。
プッペが憑依していた土偶を神体と思って村人の探し物を代行する祈祷師の兄弟。探し物の的中率は百発百中でタタンカ族の村人からの信頼も厚く、神と崇めていたが、正体がバレそうになると土偶を持って他の村に逃亡した。そして追いついたゾロリたちやプッペに取り囲まれて村を追放された。
ホーク
声 - 我妻正崇
86話登場。
タタンカ族と敵対するポポンコ族の村人。ココの彼氏。ココがタヨールに連れ去られたと知ると、急いで助けようと砂漠に向かった。
ルビー
声 - 久川綾
87話登場。
ゾロリたちが出会った怪盗。占い師に扮してゾロリたちを呼び止めるも一度はスルーされてしまった。しかしその美貌がゾロリの心を掴み、話を聞いてもらうことになる。ゾロリを数々の不運が襲うことを予言するが、ゾロリたちを呼び止めた真の目的はインデゴに盗まれた虹色水晶を取り返してもらうためで、ゾロリと協力して取り返すことに成功した。
インデゴ
声 - ふくまつ進紗
87話登場。
ルビーから虹色水晶を奪い、屋敷に保管している。屋敷には数々の仕掛けが隠されているが、ゾロリに全て見破られてしまい、仕舞いにはゾロリがルビーからもらったガムで身動きが取れなくなってしまい、ルビーに虹色水晶を奪還された。
宇宙人のコック
声 - 古島清孝
88話登場。
宇宙動物の餌を作る際に砂糖と塩を間違えてしまったため、そのまずさから宇宙動物たちが星を占領するテロ行為を起こすきっかけを作った。
テガ
声 - 田原アルノ
89話登場。乳腺品店「タイガーミルク」の主人の甥のトラ。3年前においちゃんと喧嘩をして家出し、バター作りのために修行に出た。右頬の縞が切れているのは、幼い頃にモモをいじめっ子から庇った時にできたもの。指の絆創膏は修行の失敗続きの苦労による名残。ペンキ塗りたての看板に押しつぶされたゾロリが、テガの服を着て本人と間違われた。その後、おいちゃんと和解し、タイガーミルクで再び働くことになる。
モモ
声 - 豊口めぐみ
89話登場。「タイガーミルク」の看板娘。お兄ちゃん思いで、ゾロリをテガと間違えていた。
おいちゃん、おばちゃん
声 - 坂口哲夫、山本圭子
89話登場。「タイガーミルク」の主人とその妻。おいちゃんの方は甥であるテガとは喧嘩が絶えない。テガが帰ってきた後も「商売上手のゾロリさんの方がワシの甥に相応しい」と言い、店を飛び出したテガのことを認めようとしなかった。しかし、ゾロリからテガの苦労を聞かされ、改心し和解する。
また、おいちゃんはテガに変装したゾロリを偽物と見破っていた。
イカ社長
声 - 相沢正輝
89話登場。
タイガーミルクの隣にあるパン屋の店主。
ノーダ
声 - 五代高之
90話登場。ゾロリたちが偶然入った小屋の地下深くに隠れ住んでいた老人。60歳。50年前にジョーダンと他の仲間5人で互いの宝物を賭けた缶けりを始めたが、終わらせるタイミングを見失って50年も逃げ回っており、いつの間にか罠や仕掛けを作る職人になってしまった。ゾロリは全員のお宝目当てに彼に協力したが、本人はゾロリたちがガードマンと揉めている最中に現れ、そのまま缶を蹴って勝負を終わらせた。しかし実は全員がただ缶けりが生きがいなだけであった。
ジョーダン
声 - 清川元夢
90話登場。50年前に仲間と始めた缶けりでただ一人だけ鬼にされた逆恨みから故郷の町ごと改造してしまった。なお、缶けりを始めた当初こそ逆恨みで動いていたが、徐々に仲間を見つける機械を作ることに執念を燃やすようになり、現在では大会社「ジョーダン重工」の社長となって莫大な財産を築いている。しかし本人は早く勝負を終わらせたがっており、財産目当てに缶を蹴りに来たゾロリたちをガードマンを使って追い詰めるも、「鬼が一人で缶を守る」というルールを破っていると指摘された上にノーダに缶を蹴られたことで落胆してしまう。しかし実際は全員缶けりが生きがいなだけであったため、次は衛星を開発して全員を見つけ出すと息巻いており、ゾロリを呆れさせた。
タティ
声 - 小津谷央典
90話登場。3年前までノーダと共に隠れ住んでいたが、町へ商売をしに行ったところ、ジョーダンに捕まった。なお、捕まった割には他の仲間と共にかなり良い暮らしをしていた。
ヤセオ
声 - 遠近孝一
90話登場。ジョーダンから逃げていたが、3年以上前に捕まった模様。
フトシ
声 - 池田知聡
90話登場。ジョーダンから逃げていたが、3年以上前に捕まった模様。
ブレーメンズ
91話登場。ゾロリがネズミのコソ泥をやっつけるところを見て、正義のヒーローに憧れてゾロリに弟子入りした4人組。ゾロリの本当の目的は彼らを利用して大儲けを狙うことだったが、性格や個性は以下の通りそれぞれバラバラで、運動もクイズも不得手あるため諦めてしまう。しかし、その後ワニの銀行強盗を捕まえたことで周囲から一目置かれる存在になるが、この光景を後ほど見たゾロリは結果的に損をした。部屋に置いてある楽器はただの飾りである。4人の異名を並べ替えると、「花鳥風月」になる。
現在でもヒーローとして活動しているようで、映画『まもるぜ!きょうりゅうのたまご』ではクジラの体内にあった小型テレビに一瞬だけ映るシーンがある。
ロバート
声 - 関智一
ブレーメンズのリーダー。番号は1。異名は「月のロバート」。イメージカラーは青。ニットキャップとベストが特徴。体格は大柄で4人の中で一番の力持ち。無口でのんびり屋（公式ではおしゃべりと書かれているが、実際は口数が少なめで無口である）。決めポーズの向きを間違える癖がある。
イヌーピー
声 - 高戸靖広
番号は2。異名は「風のイヌーピー」。イメージカラーは緑。頭につけたバンダナとズボンが特徴で、左の膝の部分が破れている。リーダーのロバートよりもしっかり者でイケメン気取りだが、少し抜けたところもある。ポーズを取る時はバラを持つ。
ネコーニャ
声 - 荒木香恵
ブレーメンズの紅一点。番号は3。異名は「花のネコーニャ」。イメージカラーは赤。色は違うがイヌーピー同様のバンダナと派手なドレスが特徴。容姿は可愛らしく、おっとりとした少女。恥ずかしがり屋で少し几帳面なところもある。ポーズをする時も恥ずかしがっている。
トリッチ
声 - 山崎たくみ
番号は4。異名は「鳥のトリッチ」。イメージカラーは黄色。頭にヘアバンドを巻いている。おしゃべりでお調子者で、臆病な性格。母から「嘘をついてはいけない」と言われている。バランスが崩れそうなポーズを決める。銀行強盗を撃退する会議の時も恐怖心から逃げようとした。
街ではバスケットボールが人気なのだが、自身はルールすら知らず、トラベリングの反則をしてしまう。

八百屋
声 - ふくまつ進紗
91話登場。
八百屋「ベジタブル大柴」を経営しているクマ。
泥棒
声 - 古島清孝
91話登場。
八百屋からリンゴを万引きしたネズミ。ゾロリが落としたリンゴに躓き、追いついた八百屋に取り押さえられる。
銀行強盗
声 - 吉水孝宏
91話登場。強面の大男のワニで、ウニを持っている。ブレーメンズによって逮捕された。
女の子
声 - A:森夏姫、B:松元恵、C:猪口有佳
91話登場。
ブレーメンズのショーを観に来た女子高生3人組。ショーの時はあまりの歌唱力の酷さに呆れてしまうが、後に銀行強盗を撃退する勇姿を見て賞賛した。
ハナちゃん
声 - 猪口有佳
91話登場。
ゾロリたちが寄った蕎麦屋でブレーメンズのテレビ番組を視聴していた。ネコーニャのフィギュアを持っている。
ハナちゃんの兄
声 - 松元恵
91話登場。
ロバートのフィギュアを持っている。
レイナ姫
声 - 佐藤麻子
92話登場。
300年前に城で暮らしていたが王子との結婚式の直前に亡くなり、葬儀の際に棺を谷底に落とされ、ゾロリによって掘り起こされる。
復活後はゾロリと結婚させられそうになるも、婚約した王子様のことが忘れられず、前向きになれなかった。そして事情を聞いたゾロリーヌの計らいによって王子様と結婚できた。
当初は浮かない表情だったが、王子様と再会した途端明るい表情に切り替わった。
幽霊の王子様
声 - 古島清孝
92話登場。
レイナ姫と結婚するはずだった王子で、プッペ曰く自分が亡くなってもレイナ姫の城が見える所に墓を建てるほど愛していた模様。
レイナ姫の事情を聞いたゾロリーヌの計らいによってプッペに呼び戻され、レイナ姫と結婚した。
幽霊の乳母
声 - 峰あつ子
92話登場。
ゾロリがレイナ姫の棺を掘り起こして復活した後にゾロリとの結婚式を行おうとした。
レイナ姫からは「ばあや」と呼ばれている。
幽霊の家臣
声 - 福田信昭
92話登場。
「男性に限り城を譲る」という内容の看板を見て城に来たゾロリにレイナ姫のことを説明し、ゾロリのことをゾロリ王と呼ぶ。
幽霊の将軍
声 - 水内清光
92話登場。
ゾロリが城を返上して帰ろうとした際に引き留める。
幽霊の騎士
声 - ふくまつ進紗
92話登場。
ゾロリが城を返上して帰ろうとした際に引き留める。
田中サンタ、山本サンタ
声 - 丸山詠二、内田直哉
93話登場。「きょうふのプレゼント」に登場したサンタの仲間。サンタポリスを呼び出すためのボタンを持ち歩いている。
縦縞サブロク
声 - 麦人
94話登場。超有名な大物ベテラン俳優だが、長年の芸能活動から自然に笑うことができなくなってしまった。愛称サブちゃん。わらわせ大会で、ゾロリとイシシとノシシの正月の遊びを一緒にやっているうちに笑顔を取り戻した。その後、ペペロからの手紙で、彼のお年玉で3人にお正月の食事の用意もしてくれた。
雨本ジョルジュ
声 - 三戸耕三
94話登場。縦縞サブロクの弟子。雨水ショーと一緒にわらわせ大会の司会をしている。
雨本ショー
声 - 木内秀信
94話登場。縦縞サブロクの弟子。雨水ジョルジュと一緒にわらわせ大会の司会をしている。
オッシー
声 - 吉田裕秋
94話登場。わらわせ大会でゾロリと勝負した一人。指で押して押して押しまくって笑いを誘い、いろいろな体のツボを知っている、マッサージ師でもある。1回戦でのゾロリとの対戦でゾロリのおやじギャグで凍らされて、脇の下をくすぐられて敗退した。
メイコさん
声 - 田中真弓
95話、96話、最終話登場。とある小屋に放置されていたメイド型ロボット。褒められると舞い上がるように喜び、仕事や出した料理を断ると傷つくなど、感情の起伏が激しい性格。ご主人様の完璧なお世話をするが、ゾロリたちの体を太らせてしまうほど大量の料理を作った。その後、ゾロリによって改良を施され別れを告げて帰っていった。その正体は伝説のイタズラ王の発明品であり、ゾロリたちの前に現れて元いた場所であるイタズラ王の住処に彼らを案内し、最終話では発明対決の審査員を務めた。
茶店のおばあさん
声 - 松下亜紀
95話登場。
ゾロリたちに伝説のイタズラ王の情報を教える。終盤ではゾロリたちにメイコがツケで溜め込んだ分を働かせる。
男
声 - 安元洋貴
95話登場。
ゾロリよりも前に小屋に住んでいた男性。メイコによって太らされてしまったため、警告メッセージをメイコの脳に残してメイコを停止させて小屋を出て行った。
機械の声
声 - 古島清孝
イタズラ王の城のハズレの入り口でゾロリたちを待ち受けていた機械。与えた道具を使っておやじギャグを言う課題を出す。
機械の仕様は72話に登場したおやじギャグ判定マシンと同様。
伝説のイタズラ王
声 - 北村弘一（おかっぱ）、石森達幸（無口）、青森伸（ラッパ）、緒方賢一（しかめっ面）
最終話登場。発明好きの4人組で、第2シリーズ全体に繰り広がった騒動の元凶。マイペースでおとぼけな音楽の演奏好き。発明の腕は非常に高く、人のために発明をしたつもりが、ハチャメチャな作りだったため、本人たちはいたずらをしたつもりは無いのだが、いたずらと思われてしまった。
ゾロリとの発明対決に敗北した後、チェック不足を反省し、これまでの発明品を修理、改善する旅に出ることになり、新たに人のためになる発明を作るようになった。

### 劇場版オリジナルキャラクター
ひめ
声 - 川瀬晶子
劇場版第1弾登場。
ニャンガ
声 - 鈴木達央
劇場版第1弾登場。タイガーが手品師を解雇した後に仲間にしたネコの海賊。持っていたオールをゾロリに引っ張られ、船から落ちて仲間とはぐれてしまった。
その夜、ゾロリたちの会話を盗み聞きし、タイガーのもとへ戻ってからは、翌日にわたってよくタイガーに殴られていた。しかし、マディー作の海賊船を変形させたロボットが壊されると、タイガーに愛想を尽かしてマディーと共にジェットで飛んで逃げていった。
ケロロ小隊
劇場版第1弾登場。当作と同時上映の映画『超劇場版ケロロ軍曹』からのゲストキャラクター。タイガーが開いていたビックリ発明大会に割り込む形で登場するが、すぐに追い出される。なおタイガーからは「一体どこの事務所のもんだよ…」とぼやかれていた。本来なら地球に滞在しているはずだが、エンディングにて彼らの故郷であるケロン星に帰るシーンがある。
ケロロ軍曹
声 - 渡辺久美子
あっちの作品での主人公。アッガイの形をした水筒をタイガーに紹介する。小隊の中では最も多く発言する。
タママ二等兵
声 - 小桜エツ子
ケロロの持つ水筒の良さを同情する形でさらにアピールする。セリフは「夏はジュースも冷たいままですぅ」。
ギロロ伍長
声 - 中田譲治
呆れた顔をしながらもケロロらと共に渋々登場。侵略活動を進めないケロロに大会出場の必要性を問い投げかける。セリフは「そんなことよりペコポン侵略はどうなっとるんだ？」。
クルル曹長
声 - 子安武人
ケロロの持つ水筒の良さをタママ以上に説明する。また追い出された後に「スペシャルゲストの扱いじゃないなァ…」とつぶやく。
ドロロ兵長
声 - 草尾毅
「これが本当のすいとんの術でござる」と、"水遁の術"と"すいとん（水筒）"を掛けたダジャレを披露する。
ホシホシ星人の女王
声 - 潘恵子
プラネタリウム番組登場。
オス怪獣
声 - 古島清孝

ホシホシ星人
声 - 朝倉栄介

ゾロンド・ロボ
声 - 阪口大助
劇場版第2弾登場。ゾロンド・ロンの相棒であるロボット。
ディナ
声 - 水樹奈々
劇場版第3弾登場。恐竜調査団の紅一点。つねにゴーグルを着用している。
体が病弱だった幼少時代に恐竜図鑑を読んだことで興味を示し、両親の反対を押し切って調査団に入団した。当初は恐竜の卵を家族の基へ返そうとしていたゾロリたちを卵を盗んだ犯人と誤解し襲い掛かるが、卵の上で格闘したせいで割りかけたこともあり自身の過ちを反省し、ゾロリたちと共に行動することになる。恐竜以外の生物についての知識は豊富だが、それ以外の物事については一切興味を持っていない。
その正体はとある有名な資産家の娘でクジラの体内にあったテレビに映った自分をゾロリたちは最初、別人だと思い込んでいたが、夜中に行水をしていた際に目を覚ましたゾロリに知られることになった。恐竜の赤ちゃんをおっとっ島へ送り届けた後はゴリママたちと共に島に残ることを決め、父母に手紙を届けるようイシシとノシシに頼んだ。
作者によれば「ゾロリの恋物語も見たかった」という理由から登場させたとのことだがゾロリ曰く「恐竜に夢中」。
劇場版『うちゅうの勇者たち』ではエンディングに登場。
恐竜調査団
声 - 最上嗣生（団長）、佐々木義人（四角）、須嵜成幸（白くま）、水内清光（土ブタ）、浅利遼太（シマリス）
劇場版第3弾登場。恐竜を探すために結成した調査団。しかし、調査している間に仲間（ディナ）とはぐれてしまう。リーダーで最年長の団長、その名通り四角顔の四角、パンダの模様でありながら名前は白くま、もっとも背が高い土ブタ、メンバー最年少のシマリスの5人。
ディナの父親
声 - 原ゆたか
劇場版第3弾登場。顔が原ゆたかと似ている。
ディナの母親
声 - 原京子
劇場版第3弾登場。顔が原京子と似ている。
クララ
声 - 茅野愛衣
劇場版第4弾登場。ムムーン星のお姫様。ゾロリたちを伝説の勇者だと信じる。
イケメンのタコ
声 - 関智一
劇場版第4弾登場。ゾロリたちと共に宇宙へやってきたヤリダコの1匹。本名不明。真の勇者でゾロリたちを勇者の付き人として扱いながらも、対等に接している。
ムムジィ
声 - 稲葉実
劇場版第4弾登場。クララの祖父。
赤ちゃん怪獣
声 - 金田朋子
劇場版第4弾登場。
ムムーン星人
声 - 村上裕哉、大隅健太
劇場版第4弾登場。
アンジー
声 - 鈴木翔瑛

ビーズ
声 - 土田理央奈

シーボ
声 - 小山内智行

デュオ
声 - 大石真愛

ユータカ
声 - 原ゆたか
劇場版第4弾登場。ムムーン星人の一人。
キヨーコ
声 - 原京子
劇場版第4弾登場。ムムーン星人の一人。
宝石屋
声 - 遠藤大智
劇場版第4弾登場。勇者の石が地球の石と同じものだと判断したため、売らなかった。
ワニおばさん
声 - 鷄冠井美智子
劇場版第4弾登場。隕石買い取り店の店長を勤める貴婦人。ゾロリたちが持っていた勇者の石を漬物石という安値の価値で買い取った。
隊長
声 - 北沢洋
劇場版第5弾登場。
寮母
声 - 鷄冠井美智子
劇場版第5弾登場。ゾロリーヌが下宿している女子学生寮・さつき寮の寮母。
ピカゴラス
声 - 拝真之介
劇場版第5弾登場。南の島に生息する大怪獣。宝石や街灯などの光り物が大好物で何でも食べてしまう。頭部のアンテナからレーザー光線「ピカ光線」を出す。身長50メートル、体重4万トン。
数年前のドーナツシティ「がっこうシティ」に上陸してあらゆる光り物を捕食していき、その際にゾロリ一行が乗ってきた「ぞろり庵」をゾロリーヌごと丸呑みにして喉に詰まらせてしまい暴れまわるが、体内に入ったゾロリのおやじギャグで氷漬けされゾロリにのどちんこを触られてこれまでに捕食した物を全て吐き出した後、大人しく帰って行った。
ドーナツ店店長
声 - 原ゆたか
劇場版第5弾登場。
ドーナツ店店員
声 - 原京子
劇場版第5弾登場。

## ブックらこい〜た
ブックらこい〜たは、アニメ版オリジナルのアイテム。

### おやじギャグ
ゾロリVSガオン
ゾロリ
トラがけがをした いタイガー
ガオン
ワニがお礼を言った アリゲーター

## スタッフ
- 企画 - ゾロリエンターテイメント製作委員会、坂井宏先
- 原作・ゲストキャラクター原案 - 原ゆたか（『かいけつゾロリ』シリーズ、ポプラ社）
- シリーズ構成 - まさきひろ（第1 - 50話）→もりたけし（第51 - 97話）
- チーフプロデューサー - 加藤直樹（第1 - 74話）→野崎久也（第75 - 97話）、宮河恭夫、小原解子
- キャラクターデザイン - 船越英之
- 総作画監督 - 柳田義明（第1 - 50話）→関根昌之（第51 - 97話）
- 美術監督 - 大橋由佳、東潤一（第1 - 50話）
- 美術設定 - 泉寛（第51 - 97話）
- 色彩設計 - 武谷治
- 音楽 - 田中公平
- 音響監督 - 三間雅文
- 撮影監督 - 斎藤秋男
- 編集 - 小野寺桂子
- アニメーション制作 - サンライズ、亜細亜堂
- プロデューサー - 川本謙一、岡村雅裕、岩田幹宏（第1 - 50話）→尾崎雅之（第51 - 97話）
- 総監督 - 芝山努（第51話 - 第97話）
- 監督 - 亀垣一（第1 - 50話）→加瀬充子（第51 - 97話）
- キャラクターデザイン補 - 小林哲也、関根昌之 他
- 録音 - 山田冨二男
- 効果 - 小山健二
- 録音スタジオ - アオイスタジオ
- 音響制作 - テクノサウンド
- 音楽制作 - サンライズ音楽出版、名古屋テレビ映像
- アシスタントプロデューサー - 原京子、矢尾板克之
- 文芸制作 - 村田央
- プロモート - 望月克己
- 企画協力 - 東急エージェンシー
- 制作デスク - 宮田聡
- 制作事務 - 石井文子
- 製作 - メ〜テレ、サンライズ、ゾロリエンターテイメント製作委員会

## コーナー
「ネリーとナジョーのなぞなぞコーナー」（第1 - 50話）
ネリーとナジョー（36話ではナジョナージョ）がなぞなぞを出題する。アニメ前半終了後（1話のみエンディング直前）に出題し、エンディングが終わった後（35話ではエンディング前、36話では物語終盤）に正解が発表される。また、34話と35話ではなぞなぞの答えが本編のストーリーとリンクしていた関係上、本編中に出題された。
「おやじギャグコーナー」（第51話 - 第97話）
ゾロリたちが今週のオヤジギャグを発表する。前作の「ゾロリのこれまたブックラこいた」とほぼ同じ。
- 51話 - 校長先生ぜっこうちょう
- 52話 - リコーダー うまく吹けばりこーだー
- 53話 - 作ったプリン バケツいっぱい たっぷりん
- 54話 - ふとんが おならで ふっとんだ
- 55話 - むずかしい本は 内容が 分かんないよう
- 56話 - アメはあめえし うえはうめえ
- 57話 - ひどいふぶきで そうなんしそうなんです
- 58話 - とうとうたからを 見つけたからな
- 59話 - 橋を走る 鳥を取りな
- 60話 - イシシがわらって イッシッシ
- 61話 - ボートで ボーっとする
- 62話 - ノシシが化けたゴキブリの動きっぷり
- 63話 - きょうだいのちからは 強大だ
- 64話 - ラーメンたべるの あきらめた
- 65話 - ゾロリが ゾロゾロ
- 66話 - 大きなクリ ビックリだ
- 67話 - チョコをちょこっと食べたいな
- 68話 - ギター ひきすぎたー
- 69話 - 天然温泉 出てんねん
- 70話 - ヨーヨーになると 酔うよ〜
- 71話 - ギューギューつめ牛乳ビン
- 72話 - サッカーする作家
- 73話 - ラクダに乗ると 楽だ〜
- 74話 - 鼻毛は 長え〜!
- 75話 - バナナですべるって そんなバナナ
- 76話 - アリが10ぴき ありがとう
- 77話 - ぬけないタイヤ ぬきたいや〜!
- 78話 - 星座を見るときは 正座しよう
- 79話 - しおを かけすぎてしお
- 80話 - うまいメロンに メロンメロン
- 81話 - ビックリ！ カエルがひっくり返る
- 82話 - 乾燥されたご感想は?
- 83話 - 紅葉を見に行こうよう
- 84話 - 弁当 たべんと
- 85話 - ソーダをシュワっと うまそーだ
- 86話 - ようかんは よう かんで食べよう
- 87話 - パンダのおやつは パンだ
- 88話 - スカートはくと スカッとするわ〜
- 89話 - クレヨン買ってくれよーん
- 90話 - うらない師は なんにも売らないよ〜
- 91話 - クールな人が 来るよって 俺様のこと?
- 92話 - ナイトがいないと たたかえないと
- 93話 - トナカイと なかいい?
- 94話 - たこを たこさん ください
- 95話 - マーメイドのメイドさん
- 96話 - 板ずらして イタズラすな!
- 97話 - 映画もええが 絵本もええ本あるよ〜!

## 主題歌

### オープニングテーマ
「あじゃぱー」（第1 - 50話、なぞのお宝大さくせん、第4・6話・50話・だ・だ・だ・だいぼうけん!・まもるぜ!きょうりゅうのたまご挿入歌）
作詞 - 藤林聖子 / 作曲 - 田中公平 / 編曲 - 根岸貴幸 / 歌 - 山寺宏一、愛河里花子、くまいもとこ
第6話の挿入歌は2番となっている。1話から10話までは一部登場キャラクターにシルエットがあったが、11話以降はシルエットなしでキャラクター（ネリー、ナジョー、ミリー、ロジャー、校長先生、おばちゃん、とんま大王）が登場している。

「ゼッコーチョー!」（第51 - 97話、第65・67話・97話挿入歌、だ・だ・だ・だいぼうけん!、まもるぜ!きょうりゅうのたまご、うちゅうの勇者たち）
作詞 - 藤林聖子 / 作曲 - 田中公平 / 編曲 - 根岸貴幸 / 歌 - 山寺宏一

### エンディングテーマ
「ママの子守唄」（第1 - 27話）
作詞 - 藤林聖子 / 作曲 - 田中公平 / 編曲 - 多田彰文 / 歌 - 玉川紗己子
背景にあるテレビにその話のダイジェスト（回想除く）が流れる。

「あっちゃこっちゃゴー!」（第28 - 50話）
作詞 - 藤林聖子 / 作曲 - 田中公平 / 編曲 - 根岸貴幸 / 歌 - 岩男潤子
映像は、子供ゾロリ、ゾロリーヌ、ゾロンド（後ろ姿のみ）が登場する。歌詞は40話までは秋をテーマにした2番だが、第41話以降は放送日時が12月に入ったことから冬を題材とした3番に差し替えられている（映像の内容も歌詞や季節感に合わせたものに変更されている）。
また、最後の使用となった第50話では、隕石が直撃する直前にバッドエンドのフェイント演出としてイントロのみが一瞬だけ流れ、隕石回避後に本物のエンディングが流れた。

「イシノシかぞえうたでスカ!!」（第51 - 74話）
作詞 - 藤林聖子 / 作曲 - 田中公平 / 編曲 - 多田彰文 / 歌 - 愛河里花子、くまいもとこ
イシシとノシシをメインにしたクレイアニメになっている。また、イシシ役の声優は51話から60話までは野沢雅子が代役だが、エンディングでは通常通り愛河が務めている。

「ブワーッといこうぜ」（第75 - 97話）
作詞 - 原ゆたか / 作曲 - 田中公平 / 編曲 - 丸尾稔 / 歌 - 山寺宏一
エンディング使用に先駆けて、CD付き絵本『かいけつゾロリ ゆめのハッスル歌謡ショー』の付録CDに先行収録された。単体のCDとしては、2013年1月23日発売の『かいけつゾロリ ベスト・ソングだぜ!』に初収録。

## 各話リスト
次回予告およびサブタイトルはゾロリが（イシシ・ノシシと付く回の予告のみイシシとノシシが）読み上げる。49話ではゾロリがサブタイトルを読み上げた後、イシシとノシシが「おら!」と、50話では「おらおら!」としゃべっている。また、64話での次回予告ではゾロリが作中で記憶喪失になっている関係上、敬語口調となっており、最後の「ゼッコーチョー」が「ゼッコーチョーです」となっていた。
- 2005年6月19日、2006年6月18日は全米オープンゴルフの放送のため休止。
- 2005年6月26日、2006年7月2日は全米女子オープンゴルフの放送のため休止。

| 話数                          | サブタイトル                          | 脚本           | 絵コンテ              | 演出       | 作画監督                  | 放送日         |
| 第1期                         | 第1期                                 | 第1期          | 第1期                 | 第1期      | 第1期                     | 第1期          |
| ----------------------------- | ------------------------------------- | -------------- | --------------------- | ---------- | ------------------------- | -------------- |
| 1                             | げんきもりもり大さくせん              | -              | 亀垣一                | 楠美直子   | 木村文代                  | 2005年 2月13日 |
| 2                             | きょだいどうくつのなぞ                | 中弘子         | 岩崎知子              | 岩崎知子   | 市来剛                    | 2月20日        |
| 3                             | きょうふのたからさがし                | 中弘子         | 岩崎知子              | 楠美直子   | をがわいちろを            | 2月27日        |
| 4                             | なぞのまほう少女                      | 岡田麿里       | 秦義人                | 秦義人     | 古沢英明                  | 3月6日         |
| 5                             | 3人のゆうしゃ                         | 岡田麿里       | 川崎逸朗              | 滝沢潤     | 木村文代 吉崎誠           | 3月13日        |
| 6                             | まほうつかいのわな                    | 中弘子         | 佐々木皓一            | 楠美直子   | 北野幸広                  | 3月20日        |
| 7                             | まほうのへや                          | 浦沢義雄       | 小倉宏文              | 小倉宏文   | 松崎一                    | 3月27日        |
| 8                             | まほうのちから                        | まさきひろ     | 岩崎知子              | 岩崎知子   | 市来剛                    | 4月3日         |
| 9                             | おんせんへ行こう                      | 隅沢克之       | 坂田純一              | 原田奈奈   | をがわいちろを            | 4月10日        |
| 10                            | めいたんていとうじょう                | 隅沢克之       | 秦義人                | 秦義人     | 古沢英明                  | 4月17日        |
| 11                            | ネリーちゃんのしっぱい                | まさきひろ     | 麦野アイス            | 廣川集一   | 木村文代 加来哲郎         | 4月24日        |
| 12                            | なぞなぞがいっぱい                    | 樋口達人       | 高木茂樹              | 高木茂樹   | 竹内進二                  | 5月1日         |
| 13                            | ラーメン王とうじょう                  | 浦沢義雄       | 井上茜                | 井上茜     | 北野幸広                  | 5月8日         |
| 14                            | あついぜ!ラーメンたいけつ             | 浦沢義雄       | 岩崎知子              | 岩崎知子   | 市来剛                    | 5月15日        |
| 15                            | きょうふのモテモテデザイナー          | 浦沢義雄       | 楠美直子              | 楠美直子   | をがわいちろを            | 5月22日        |
| 16                            | 世界へはばたけデザイナー              | 岡田麿里       | 秦義人                | 秦義人     | 古沢英明                  | 5月29日        |
| 17                            | カーニバル大さくせん                  | 福嶋幸典       | 川崎逸朗              | 滝沢潤     | をがわいちろを 加来哲郎   | 6月5日         |
| 18                            | めざせ!ゆうしょうカーニバル           | 山田健一       | 小倉宏文              | 小倉宏文   | 鈴木藤雄                  | 6月12日        |
| 19                            | きょうふのカーニバル                  | 岡田麿里       | 井上茜                | 井上茜     | 北野幸広                  | 7月3日         |
| 20                            | まほうのもり                          | 樋口達人       | 岩崎知子              | 岩崎知子   | 市来剛                    | 7月10日        |
| 21                            | おっぽであるくさかなたち              | 浦沢義雄       | 楠美直子              | 楠美直子   | をがわいちろを            | 7月17日        |
| 22                            | いたずらこぞう大さくせん              | 山田健一       | 秦義人                | 秦義人     | 古沢英明                  | 7月24日        |
| 23                            | のぼれ!きょうふのトンガリ山           | 福嶋幸典       | 坂田純一              | 滝沢潤     | をがわいちろを 鈴木欽一郎 | 7月31日        |
| 24                            | のろいの谷                            | 中弘子         | 高木茂樹              | 高木茂樹   | 竹内進二                  | 8月7日         |
| 25                            | おばけやしきののろい                  | 福嶋幸典       | 井上茜                | 井上茜     | 北野幸広                  | 8月14日        |
| 26                            | ようかいたちがやってきた              | 岡田麿里       | 岩崎知子              | 岩崎知子   | 市来剛                    | 8月21日        |
| 27                            | ゾロリたべられる!!                    | 樋口達人       | 楠美直子              | 楠美直子   | をがわいちろを 浦中利浩   | 8月28日        |
| 28                            | とんまからの大だっしゅつ              | 中弘子         | 秦義人                | 秦義人     | 古沢英明                  | 9月4日         |
| 29                            | ドラゴンぼくじょうのけっとう          | 浦沢義雄       | わたなべ しんいちろう | 滝沢潤     | 吉崎誠 鈴木欽一郎         | 9月11日        |
| 30                            | ゾロリVSガオン                        | 山田健一       | 川崎逸朗              | 岡英和     | 関根昌之                  | 9月18日        |
| 31                            | イシシ・ノシシきき100ぱつ             | 福嶋幸典       | 小倉宏文              | 小倉宏文   | 鈴木藤雄                  | 9月25日        |
| 32                            | カレー大パニック                      | 岡田麿里       | 井上茜                | 井上茜     | 北野幸広                  | 10月2日        |
| 33                            | なぞの大まねきねこ                    | 樋口達人       | 岩崎知子              | 岩崎知子   | 市来剛                    | 10月9日        |
| 34                            | きょうふのへとリス・アドベンチャー    | 藤間晴夜       | 亀垣一                | 滝沢潤     | 吉崎誠 鈴木欽一郎         | 10月16日       |
| 35                            | うんめいの8じかん                     | むとうやすゆき | 秦義人                | 秦義人     | 古沢英明                  | 10月23日       |
| 36                            | ぜったいぜつめい                      | むとうやすゆき | 坂田純一              | 楠美直子   | 浦中利浩                  | 10月30日       |
| 37                            | きょうふのフラワーモンスター          | 福嶋幸典       | 高木茂樹              | 高木茂樹   | 乙幡忠志                  | 11月6日        |
| 38                            | はなむこしゅぎょう                    | 中弘子         | 井上茜                | 井上茜     | 北野幸広                  | 11月13日       |
| 39                            | はんにんはだれだ!?                    | 山田健一       | 岩崎知子              | 岩崎知子   | 市来剛                    | 11月20日       |
| 40                            | ダポンやっきょくのひみつ              | 浦沢義雄       | 楠美直子              | 楠美直子   | 浦中利浩                  | 11月27日       |
| 41                            | ネリーちゃんをすくえ!                 | 岡田麿里       | 小倉宏文              | 小倉宏文   | 鈴木藤雄                  | 12月4日        |
| 42                            | 大どろぼう                            | 樋口達人       | 秦義人                | 秦義人     | 古沢英明                  | 12月11日       |
| 43                            | グラモを追え!                         | 樋口達人       | 滝沢潤                | 滝沢潤     | 吉崎誠 鈴木欽一郎         | 12月18日       |
| 44                            | ダポンのふくしゅう大さくせん          | 福嶋幸典       | 藤森雅也              | 岡英和     | 石井百合子 芳川弥生       | 12月25日       |
| 45                            | ダポンのはんせいおんせん              | 浦沢義雄       | 井上茜                | 井上茜     | 北野幸広                  | 2006年 1月8日  |
| 46                            | 大かいじゅうダポン                    | 山田健一       | 岩崎知子              | 岩崎知子   | 市来剛                    | 1月15日        |
| 47                            | ダポンきゅうしゅつ大さくせん          | 福嶋幸典       | 坂田純一              | 三家本泰美 | 浦中利浩                  | 1月22日        |
| 48                            | きょうふの大いんせき                  | 樋口達人       | 秦義人                | 秦義人     | 古沢英明                  | 1月29日        |
| 49                            | おならめいじんをさがせ                | 中弘子         | 喜多谷充              | 友田政晴   | 丸英男                    | 2月5日         |
| 50                            | ちきゅうさいごの日                    | 中弘子         | 滝沢潤                | 滝沢潤     | 吉崎誠 鈴木欽一郎         | 2月12日        |
| 第2期（全話アニメオリジナル） |                                       |                |                       |            |                           |                |
| 51                            | おばけの森のデンキウナギ              | もりたけし     | 岩崎知子              | 岩崎知子   | 市来剛                    | 2月19日        |
| 52                            | 子ブタの家をぶっとばせ!               | 福嶋幸典       | 入好さとる            | 三家本泰美 | 浦中利浩                  | 2月26日        |
| 53                            | ゾロリ子どもになる!?                  | 中弘子         | 秦義人                | 秦義人     | 古沢英明                  | 3月5日         |
| 54                            | 笑っちゃだめだめニコニコタウン        | 冨岡淳広       | 佐藤卓哉              | 友田政晴   | 飯飼一幸 飯山嘉昌 山沢実  | 3月12日        |
| 55                            | ゾロリとシンデレラ                    | 山田健一       | 滝沢潤                | 滝沢潤     | 鈴木欽一郎 吉崎誠         | 3月19日        |
| 56                            | うんめいの王子さま                    | 山田健一       | 紅優                  | 玉川真人   | 飯田宏義                  | 3月26日        |
| 57                            | スーパー赤ちゃん大ついせき            | 冨岡淳広       | 岩崎知子              | 岩崎知子   | 市来剛                    | 4月2日         |
| 58                            | おひめさまゲット大さくせん            | 福嶋幸典       | 秦義人                | 秦義人     | 古沢英明                  | 4月9日         |
| 59                            | ゾロリとまおうと王子さま              | 福嶋幸典       | 三家本泰美            | 三家本泰美 | 浦中利浩                  | 4月16日        |
| 60                            | ミャン王女をすくえ!                   | もりたけし     | 坂田純一              | 粟井重紀   | 山沢実                    | 4月23日        |
| 61                            | アリャプスのプッペ                    | 山田健一       | 滝沢潤                | 滝沢潤     | 吉沢誠 鈴木欽一郎         | 4月30日        |
| 62                            | カチマケ山のたいけつ                  | 中弘子         | 玉川真人              | 玉川真人   | 斉藤里枝                  | 5月7日         |
| 63                            | あらしからの大だっしゅつ              | もりたけし     | 岩崎知子              | 岩崎知子   | 市来剛                    | 5月14日        |
| 64                            | ダイヤを手にいれろ!                   | 山田健一       | 秦義人                | 秦義人     | 吉沢英明                  | 5月21日        |
| 65                            | ゾロリきおくそうしつ!?                | 山田健一       | 三家本泰美            | 三家本泰美 | 浦中利浩                  | 5月28日        |
| 66                            | たいけつ!赤ずきんちゃん               | 冨岡淳広       | 近藤ユウゾー          | 原田奈奈   | をがわいちろを            | 6月4日         |
| 67                            | メカガオンあらわる!                   | 中弘子         | 川崎逸朗              | 佐藤豊     | 吉崎誠 鈴木欽一郎         | 6月11日        |
| 68                            | どっきりびっくり?!ゴルフたいかい      | 福嶋幸典       | 岩崎知子              | 岩崎知子   | 市来剛                    | 6月25日        |
| 69                            | ゾロリ大サーカス                      | 冨岡淳広       | 難波日登志            | 成川武千嘉 | 芳川弥生                  | 7月9日         |
| 70                            | きょうふのガチャガチャ                | 福嶋幸典       | 秦義人                | 秦義人     | 古沢英明                  | 7月16日        |
| 71                            | お天気マシンをぶっつぶせ              | 福嶋幸典       | 三家本泰美            | 三家本泰美 | 浦中利浩                  | 7月23日        |
| 72                            | プッペのひみつ                        | 中弘子         | 紅優                  | 山本靖貴   | 稲田真樹 服部聰志         | 7月30日        |
| 73                            | たいけつ!でんせつのイタズラ王         | 山田健一       | 滝沢潤                | 佐藤豊     | 吉崎誠 鈴木欽一郎         | 8月6日         |
| 74                            | さよなら!プッペ                       | もりたけし     | 岩崎知子              | 岩崎知子   | 市来剛                    | 8月13日        |
| 75                            | イタズラ王大ついせき                  | 村田央         | 玉川真人              | 岡英和     | 芳川弥生                  | 8月20日        |
| 76                            | サンキューさんありがとう              | 福嶋幸典       | 秦義人                | 秦義人     | 古沢英明                  | 8月27日        |
| 77                            | ゾロリきゅうしゅつ大さくせん          | 山田健一       | 坂田純一              | 三家本泰美 | 浦中利浩                  | 9月3日         |
| 78                            | ぼうそうきかんしゃききいっぱつ        | 山田健一       | 鵜飼ゆうき            | 栗本宏志   | 稲田真樹 服部聰志         | 9月10日        |
| 79                            | たいけつ!こどもVSおとな               | 中弘子         | 入好さとる            | 佐藤豊     | 吉崎誠 鈴木欽一郎         | 9月17日        |
| 80                            | ゾロリとガオンきょうふの97ならべ      | 冨岡淳広       | 川崎逸朗              | 岩崎知子   | 市来剛                    | 9月24日        |
| 81                            | ひっさつイタズラ人                    | 福嶋幸典       | 紅優                  | 成川武千嘉 | 芳川弥生                  | 10月1日        |
| 82                            | きょうふのマラソンたいかい            | 山田健一       | 秦義人                | 秦義人     | 古沢英明                  | 10月8日        |
| 83                            | イシシ・ノシシのおかしじごく          | 吉田玲子       | 近藤ユウゾー          | 三家本泰美 | 浦中利浩                  | 10月15日       |
| 84                            | エルゼひめのおしろをすくえ!           | 中弘子         | 鵜飼ゆうき            | 佐藤豊     | 吉崎誠 鈴木欽一郎         | 10月22日       |
| 85                            | なぞのじゅもんはホンチャラカンチャラ  | 冨岡淳広       | 岩崎知子              | 岩崎知子   | 市来剛                    | 10月29日       |
| 86                            | プッペがかみさま?                     | 冨岡淳広       | 坂田純一              | 栗本宏志   | 稲田真樹 服部聰志         | 11月5日        |
| 87                            | きょうふのうらない大あたり!?          | 山田健一       | もりたけし            | 成川武千嘉 | 芳川弥生                  | 11月12日       |
| 88                            | さいとうじょう!なぞのうちゅうじん!    | 福嶋幸典       | 秦義人                | 秦義人     | 古沢英明                  | 11月19日       |
| 89                            | えっ!ゾロリのいもうと?                | もりたけし     | 三家本泰美            | 三家本泰美 | 浦中利浩                  | 11月26日       |
| 90                            | びっくり!カンけり大さくせん!          | もりたけし     | 京田知己              | 佐藤豊     | 吉崎誠 鈴木欽一郎         | 12月3日        |
| 91                            | めざせ!スーパーヒーロー               | 中弘子         | 岩崎知子              | 岩崎知子   | 市来剛                    | 12月10日       |
| 92                            | ゆうれいのおひめさま                  | 吉田玲子       | 紅優                  | 成川武千嘉 | 芳川弥生                  | 12月17日       |
| 93                            | うちゅうじんはサンタクロース          | 福嶋幸典       | 武内宣之              | 栗本宏志   | 稲田真樹 服部聰志         | 12月24日       |
| 94                            | はつわらいおとしだま大さくせん        | 山田健一       | 秦義人                | 秦義人     | 古沢英明                  | 2007年 1月7日  |
| 95                            | メイドロボット大ぼうそう              | 冨岡淳広       | もりたけし            | 三家本泰美 | 浦中利浩                  | 1月14日        |
| 96                            | イタズラ王となぞのしろ                | もりたけし     | 紅優                  | 佐藤豊     | 吉崎誠 鈴木欽一郎         | 1月21日        |
| 97                            | いよいよけっせん!でんせつのイタズラ王 | もりたけし     | 岩崎知子              | 岩崎知子   | 市来剛                    | 1月28日        |

## 放送局
| 放送地域       | 放送局             | 放送期間                      | 放送日時           | 放送系列            | 備考                       |
| -------------- | ------------------ | ----------------------------- | ------------------ | ------------------- | -------------------------- |
| 中京広域圏     | メ〜テレ           | 2005年2月13日 - 2007年1月28日 | 日曜 7:00 - 7:30   | テレビ朝日系列      | 制作局                     |
| 北海道         | 北海道テレビ       | 2005年2月13日 - 2007年1月28日 | 日曜 7:00 - 7:30   | テレビ朝日系列      | 同時ネット                 |
| 青森県         | 青森朝日放送       | 2005年2月13日 - 2007年1月28日 | 日曜 7:00 - 7:30   | テレビ朝日系列      | 同時ネット                 |
| 岩手県         | 岩手朝日テレビ     | 2005年2月13日 - 2007年1月28日 | 日曜 7:00 - 7:30   | テレビ朝日系列      | 同時ネット                 |
| 宮城県         | 東日本放送         | 2005年2月13日 - 2007年1月28日 | 日曜 7:00 - 7:30   | テレビ朝日系列      | 同時ネット                 |
| 秋田県         | 秋田朝日放送       | 2005年2月13日 - 2007年1月28日 | 日曜 7:00 - 7:30   | テレビ朝日系列      | 同時ネット                 |
| 山形県         | 山形テレビ         | 2005年2月13日 - 2007年1月28日 | 日曜 7:00 - 7:30   | テレビ朝日系列      | 同時ネット                 |
| 福島県         | 福島放送           | 2005年2月13日 - 2007年1月28日 | 日曜 7:00 - 7:30   | テレビ朝日系列      | 同時ネット                 |
| 関東広域圏     | テレビ朝日         | 2005年2月13日 - 2007年1月28日 | 日曜 7:00 - 7:30   | テレビ朝日系列      | 同時ネット                 |
| 新潟県         | 新潟テレビ21       | 2005年2月13日 - 2007年1月28日 | 日曜 7:00 - 7:30   | テレビ朝日系列      | 同時ネット                 |
| 長野県         | 長野朝日放送       | 2005年2月13日 - 2007年1月28日 | 日曜 7:00 - 7:30   | テレビ朝日系列      | 同時ネット                 |
| 静岡県         | 静岡朝日テレビ     | 2005年2月13日 - 2007年1月28日 | 日曜 7:00 - 7:30   | テレビ朝日系列      | 同時ネット                 |
| 石川県         | 北陸朝日放送       | 2005年2月13日 - 2007年1月28日 | 日曜 7:00 - 7:30   | テレビ朝日系列      | 同時ネット                 |
| 近畿広域圏     | 朝日放送           | 2005年2月13日 - 2007年1月28日 | 日曜 7:00 - 7:30   | テレビ朝日系列      | 同時ネット                 |
| 広島県         | 広島ホームテレビ   | 2005年2月13日 - 2007年1月28日 | 日曜 7:00 - 7:30   | テレビ朝日系列      | 同時ネット                 |
| 山口県         | 山口朝日放送       | 2005年2月13日 - 2007年1月28日 | 日曜 7:00 - 7:30   | テレビ朝日系列      | 同時ネット                 |
| 香川県・岡山県 | 瀬戸内海放送       | 2005年2月13日 - 2007年1月28日 | 日曜 7:00 - 7:30   | テレビ朝日系列      | 同時ネット                 |
| 愛媛県         | 愛媛朝日テレビ     | 2005年2月13日 - 2007年1月28日 | 日曜 7:00 - 7:30   | テレビ朝日系列      | 同時ネット                 |
| 福岡県         | 九州朝日放送       | 2005年2月13日 - 2007年1月28日 | 日曜 7:00 - 7:30   | テレビ朝日系列      | 同時ネット                 |
| 長崎県         | 長崎文化放送       | 2005年2月13日 - 2007年1月28日 | 日曜 7:00 - 7:30   | テレビ朝日系列      | 同時ネット                 |
| 熊本県         | 熊本朝日放送       | 2005年2月13日 - 2007年1月28日 | 日曜 7:00 - 7:30   | テレビ朝日系列      | 同時ネット                 |
| 大分県         | 大分朝日放送       | 2005年2月13日 - 2007年1月28日 | 日曜 7:00 - 7:30   | テレビ朝日系列      | 同時ネット                 |
| 鹿児島県       | 鹿児島放送         | 2005年2月13日 - 2007年1月28日 | 日曜 7:00 - 7:30   | テレビ朝日系列      | 同時ネット                 |
| 沖縄県         | 琉球朝日放送       | 2005年2月13日 - 2007年1月28日 | 日曜 7:00 - 7:30   | テレビ朝日系列      | 同時ネット                 |
| 山梨県         | 山梨放送           | 不明 - 2006年3月              | 木曜 15:55 - 16:25 | 日本テレビ系列      | 遅れネット                 |
| 日本全域       | アニマックス       | 不明                          | 不明               | アニメ専門BS/CS放送 | リピート放送あり、字幕放送 |
| 日本全域       | ディズニーXD       | 不明                          | 不明               | アニメ専門BS/CS放送 | リピート放送あり、字幕放送 |
| 日本全域       | キッズステーション | 不明                          | 不明               | アニメ専門BS/CS放送 | リピート放送あり、字幕放送 |

## 備考
- 東急バスで「かいけつゾロリバス」が登場した。なお、後面イラストとタイヤハウス上に「なかまもふえて ますますあじゃぱワーアップ!」と書かれていた。
- 原作者の原ゆたかが隠しキャラクターとして至るところに隠れており、2007年1月28日放送分のおやじギャグコーナーでは本人が声付きで登場した。
  - 2006年11月19日放送分ではショーのヒーローとして「声」としても出演した。
- 3年目に突入した《ゼッコーチョー編》では以下の特徴が見られる。
  - ゾロリ一行が「伝説のイタズラ王」を名乗る男に連れ去られたおばけの森のマイナスデンキウナギを取り戻し、イタズラ勝負をして勝つため旅に出ている。この時にプッペがお供に加わった。先述通り中期頃に抜けたが、その後2回ゲストキャラクターとして登場している。
  - 三匹の子豚やシンデレラ、ブレーメンの音楽隊、かちかち山などの童話・昔話をモチーフにしたオリジナルストーリーも放送するようになる。
  - ミャン王女を皮切りに、メカイシシ、ノシシ・マニイ・マルチーヌ・イヌタク、宇宙人などの1期以来のキャラクターも再登場し、それぞれの登場した際の話の続編としてのストーリーがでるようになった。
  - あじゃぱー編での出来事は作中でほとんど語られず、第51話以降はこれらを知らなくても楽しめる内容になっている。
  - 第96話、第97話は伝説のイタズラ王が関わった発明品が再登場し、これまでの総復習ともとれるテレビゲームのラストステージを思わせる雰囲気になっている。また、メイコさんについてもこのお話で伝説のイタズラ王の発明品だったことが判明した。
- 東急エージェンシーが関与した名古屋テレビ制作アニメ作品は本作が最後となった（後番組『古代王者 恐竜キング Dキッズ・アドベンチャー』からはアサツー ディ・ケイが担当）。
- 歴代のメ〜テレ制作アニメでは放送期間・話数共に最長となっている。

## 長編映画
これまでに5作が制作・公開されている。なお2012年以降の4作品は題名に『まじめにふまじめ』と付いていないが、基本的な制作体制とメインキャストは継承されているため、この節に記載した。
2020年以降の映画（短編作品を含む）については『もっと!まじめにふまじめ かいけつゾロリ』の制作体制に準拠するため、同記事を参照。
これらの映画は2017年からNHK Eテレでも不定期に放送されている。

### なぞのお宝大さくせん
『まじめにふまじめ かいけつゾロリ なぞのお宝大さくせん』が、2006年3月11日公開。『かいけつゾロリ』原作の映画は1993年に『それいけ!アンパンマン 恐竜ノッシーの大冒険』の同時上映として公開された作品以来13年ぶりで、テレビシリーズの制作体制での長編映画では初となる。原作は第38作から第39作『かいけつゾロリのなぞのおたから大さくせん』。
配給は角川映画となっている。上映時間は約53分。
同時上映された『超劇場版ケロロ軍曹』のキャラクターの内、ケロロ小隊の5人がゲストキャラクターとして登場する。また、これと同様に『超劇場版ケロロ軍曹』の方にもゾロリたちがゲストキャラクターとして登場している。
本作公開前の年の12月に本作品の原作前編が、本作公開と同時期に本作品の原作後編が発表された。なお原作では初めて、同名の前後編2巻構成となっている。
本作では初の劇場版のみのオリジナルキャラクターが登場する。
2017年2月26日の15:30 - 16:43にはNHKEテレで放送され、字幕放送も実施された。

#### あらすじ
旅の途中のゾロリ一行は、宿敵タイガー一味が操る地上を驀進する海賊船に追いかけられていた少女を助ける。テイルと名乗るその少女から父が求めていた財宝の情報を聞いたゾロリたちは、彼女のハートを掴み、城と財宝を手に入れるため、その在処を探ろうとする。

#### 声の出演
- ゾロリ - 山寺宏一
- イシシ - 野沢雅子（※愛河里花子の代役）
- ノシシ - くまいもとこ
- テイル - 相武紗季（特別出演）
- タイガー - 立木文彦
- マディ、一反木綿 - 菊池正美
- ゴーゴン - くじら
- 小豆とぎ - 岡本嘉子
- 唐傘 - 芝原チヤコ
- 村長、狼男 - 坂口候一
- テイルの父、もくもくれん - ふくまつ進紗
- ひめ - 川瀬晶子
- ニャンガ - 鈴木達央
- 発明家 - 古島清孝
- 石像ロボ - 柴山平和
- 妖怪学校の先生 - 滝口順平
- ケロロ軍曹 - 渡辺久美子『超劇場版ケロロ軍曹』
- タママ二等兵 - 小桜エツ子『超劇場版ケロロ軍曹』
- ギロロ伍長 - 中田譲治『超劇場版ケロロ軍曹』
- クルル曹長 - 子安武人『超劇場版ケロロ軍曹』
- ドロロ兵長 - 草尾毅『超劇場版ケロロ軍曹』
- 原ゆたか - 原ゆたか
- 原京子 - 原京子

他にも冒頭のゾロリの結婚式のシーン（夢の中）でゾロリーヌ（幽霊）、エルゼ姫、ガオン、パル（大人）、マニィ、シンディ、悪魔（くま）、ネリー、ミリー、ロジャー、ダポン、コニャン、ランラなどこれまで登場したアニメオリジナルを含むキャラクターたちが結婚式に出席しており、中にはアーサーや宇宙人姫、ガスなどゾロリを敵視しているキャラクターも何人か呼ばれているが、いずれもセリフはない。

#### スタッフ
- 原作 - 原ゆたか（『かいけつゾロリ』シリーズ/ポプラ社刊）
- 製作 - 坂井宏先、吉井孝幸
- 企画 - 小原解子、宮河恭夫
- 脚本 - 岡田麿里
- 絵コンテ - 藤森雅也、小倉宏文、亀垣一
- 演出 - 根岸宏樹、小倉宏文
- キャラクターデザイン - 船越英之
- キャラクターデザイン補 - 関根昌之、小林哲也、鈴木藤雄
- 総作画監督 - 柳田義明
- 作画監督 - 関根昌之、藤森雅也、鈴木藤雄
- 作画監督補 - 乙幡忠志
- 動画検査 - 原鐡夫、江川陽司、長澤美奈子、名和誉弘
- 色彩設計 - 武谷治、中島淑子
- 色指定 - 中島淑子、宮脇裕美
- 仕上検査 - 中島淑子、都甲晃子、碓井彩子、宮脇裕美
- 美術監督 - 大橋由佳
- イメージボード・美術設定 - 関根昌之
- 撮影監督 - 斎藤秋男
- 編集 - 小野寺桂子
- 音響監督 - 三間雅文
- 録音 - 山田富二男
- 効果 - 小山健二
- 録音助手 - 田上祐二、藤林繁
- 音楽 - 田中公平
- 文芸制作 - 村田央
- 制作進行 - 山口達也、眞崎桂子、吉村愛、山田悟
- 制作事務 - 石井文子、前村由利子
- 制作助手 - 松尾友子
- 制作デスク - 菅野淳之、樋口弘光
- アシスタントプロデューサー - 原京子、矢尾板克之
- プロデューサー - 岩田幹宏、尾崎雅之、岡村雅裕
- アニメーション制作 - サンライズ、亜細亜堂
- 監督 - 亀垣一
- 製作 - 劇場版ゾロリエンターテイメント製作委員会（ポプラ社、ハピネット、サンライズ、レタス&ピアス、亜細亜堂、東急エージェンシー、バンダイ、メ〜テレ）
- 配給 - 角川ヘラルド映画

#### 主題歌
「夢の途中」
唄 - 平川地一丁目

### だ・だ・だ・だいぼうけん!
『映画かいけつゾロリ だ・だ・だ・だいぼうけん!』のタイトルで2012年12月22日に公開された。ゾロリの映画としては3作目にあたる。原作は第47作から第48作『かいけつゾロリのだ・だ・だ・だいぼうけん!』。
『かいけつゾロリ』のアニメ作品としては、テレビシリーズが2007年に終了して以来約5年ぶりであり、本作が初の単独上映となる。上映時間は前作から大幅に伸び、現時点で最長の作品。
また、配給元が前作の角川映画から、1993年版の同時上映だった『それいけ!アンパンマン』と同じく東京テアトルに変更となった（前作が『超劇場版ケロロ軍曹』（一作目）と同時上映だったため）。2013年7月2日にDVDが発売された。

#### あらすじ
ガパール山に眠っている宝をトレジャーハンターの「ゾロンド・ロン」が狙っているという情報を聞きつけたゾロリたち。その山のふもとにあるガパパ村を訪れると、子供たちの間で原因不明の伝染病「しましま病」が大流行していた。ゾロリたちは、「伝染病の薬の材料を探し出す」「お宝を手に入れる」「子供たちの病気を治してアリウスと結婚する」という野望を抱き、アリウスとルクトと共にガパール山へと向かう。
元々、お目当てであったお宝は見つかったもののアリウスが余計なことを言ったため、ゾロンド・ロンに取られてしまうも、何とか薬の材料を手に入れたゾロリたち。だが、完成した薬は苦すぎて大人でさえも飲むことができない。そこでゾロリは、薬を甘くするために宿敵であるブルルが社長を受け持つ「ブルル製菓」へと侵入を計画する。アリウスたちの協力もあり、薬をチョコにすることに成功するもブルルたちに見つかってしまい、事情を話しても悪党という理由で自身の悪事を棚に上げ、ゾロリの話を全く信じようとせず、薬入りチョコを奪い取ろうとする。そこに助けに来たゾロンド・ロンの飛行機に乗ったゾロリたちは子供たちを救うため、ゾロンド・ロンと手を組む。

#### 声の出演
- ゾロリ、ゾロンド・ロン - 山寺宏一
- イシシ - 愛河里花子
- ノシシ - くまいもとこ
- アリウス - 林原めぐみ
- ルクト - 宮本充
- マミ - 安野希世乃
- マロウ - 屋良有作
- ブルル社長 - 大友龍三郎
- コブル - 水島裕
- ゾロンド・ロボ - 阪口大助
- 妖怪学校の先生 - 茶風林
- 雷じじい - 宮澤正
- 田久保修平
- 高橋里枝
- 川瀬晶子
- 前田弘喜
- 安済知佳
- 川﨑芽衣子
- 越田直樹
- 五十嵐浩子
- 小林真麻
- 的場加恵
- 佐々木啓夫
- 原ゆたか - 原ゆたか
- 原京子 - 原京子

他にも後編のオープニングにて、グラモ、タイガー、ゴリ丸親子&サル丸、閻魔大王、アーサー&エルゼ姫、ネリーがゾロリたちを助けるシーンで登場している。

#### スタッフ
- 原作 - 原ゆたか『かいけつゾロリのだ・だ・だ・だいぼうけん!』前編・後編（ポプラ社刊）
- 企画 - 坂井宏先、内田健二
- 脚本 - もりたけし
- 絵コンテ - 岩崎知子、中島裕一
- 演出 - 成川武千嘉、金田貞徳、加藤顕
- キャラクターデザイン・総作画監督 - 船越英之
- キャラクターデザイン補 - 小林哲也
- プロップデザイン・セットデザイン・美術デザイン・場面設計・レイアウト監修 - うめしばゴロオ
- 作画監督 - 市来剛、芳川弥生、をがわいちろを、柳田義明、加来哲郎、加瀬政広、生野裕子、重田敦司
- 動画検査 - 江川陽司、長澤美奈子、原鐡夫
- 色彩設計、色指定 - 中島淑子
- 仕上検査 - 中島淑子、都甲晃子
- 美術監督 - 大橋由佳
- 撮影監督 - 佐々木和宏
- 編集 - 小野寺桂子
- 編集アシスタント - 丹彩子
- 音響監督 - 三間雅文
- 録音 - 山田富二男
- 効果 - 倉橋静男、小山健二
- 録音助手 - 上野未来、山口博美
- 効果助手 - 武藤晶子
- 音楽 - 田中公平
- 音楽プロデューサー - 澁谷知子、山田智子
- 制作進行 - 鳥山孝司、松尾晋平、横山裕加、野田巧真
- 制作デスク - 菅野淳之
- コンテンツマネージャー - 原京子
- アニメーションプロデューサー - 矢尾板克之
- プロデューサー - 小原解子、尾崎雅之、岡村雅裕
- アニメーション制作 - サンライズ、亜細亜堂
- 監修 - 芝山努
- 監督 - 岩崎知子
- 製作 - 映画かいけつゾロリ製作委員会（ポプラ社、サンライズ、メ〜テレ、日本コロムビア、ポニーキャニオン、キッズステーション、東急エージェンシー、東京テアトル）
- 配給 - 東京テアトル

#### 主題歌
エンディングテーマ「つぎいってみよう!」（日本コロムビア）
作詞 - 原ゆたか / 作曲 - 田中公平 / 編曲 - 江原大介 / 歌 - 山寺宏一、愛河里花子、くまいもとこ

### まもるぜ! きょうりゅうのたまご
『映画かいけつゾロリ まもるぜ!きょうりゅうのたまご』のタイトルで2013年12月14日に公開された。恐竜が住む島“おっとっ島（とう）”にやってきたゾロリ一行の大冒険を描く。原作は第40作『かいけつゾロリ まもるぜ!きょうりゅうのたまご』。
キャッチコピーは「やくそくする!おれさまがかならず、守ってみせるぜ!」。
本作ではディナや恐竜調査団といった劇場版のみのオリジナルキャラクターが多く登場する。
2014年7月16日にDVDが発売された。

#### あらすじ
おっとっ島に住んでいる知り合いの恐竜家族から、「卵が生まれたので見に来てほしい」との知らせを聞いたゾロリ一行。巨大な卵を目前に一同はそのまま宴会モードへと突入する。しかしその夜、巨大な台風が島を直撃し、同時に卵が海へと放り出されてしまう。ゾロリたちは急いで海に飛び込み、卵を必ず恐竜の家族の元へ持ち帰ることを決意する。
その道中で島に調査に来た恐竜調査団の少女・ディナと出会い、ディナは真夜中にゾロリたちを卵泥棒と勘違いし、卵にしがみつき襲いかかるも和解し、この卵を恐竜の卵と信じて疑わないディナは彼らに同行する。恐竜一家の存在を調査団に知られるわけには行かないと隠し通すゾロリだったがディナが行方不明になっていた美しいお嬢様であることを知り、一目惚れする。巨大タコや危険地帯などから卵を守るゾロリたちだったが空腹のゴリラ一家に捕まってしまい、卵をゆで玉子にしようとする彼らを説得するため、ついにゾロリはディナの前で恐竜の卵だとバラしてしまう。

#### 声の出演
- ゾロリ - 山寺宏一
- イシシ - 愛河里花子
- ノシシ - くまいもとこ
- ディナ - 水樹奈々
- ゴリママ - 平松晶子
- 恐竜パパ、うさぎみみのアナウンサー - 水内清光
- 恐竜兄 - 佐藤智恵
- ゾロリ（幼少期）、ゴリジ - 伊東みやこ
- 恐竜調査団・団長、怪獣（恐竜弟） - 最上嗣生
- 恐竜調査団・四角 - 佐々木義人
- 恐竜調査団・白くま - 須嵜成幸
- ゴッツ - 浅利遼太
- ゴル - 藤村鼓乃美
- ゴリ - 布施川一寛
- ゴルミ - 相川奈都姫
- 恐竜赤ちゃん - 小堀幸
- ディナのパパ、原ゆたか - 原ゆたか
- ディナのママ - 原京子
- 恐竜ママ - 野沢雅子

他にもエンマ大王、ゾロリーヌ、アーサー、エルゼ姫、パル（大人）、ガオン、ネリー、ミリー、ダポン、ロジャー、妖怪学校の先生、ろくろっ首、宇宙人のコンビ、マニィとその執事、イヌタク、ブーデル博士、ミカエル、カッパたち（花子さんに変装）、グラモ、ノッコ、ガス、メイコさんがゾロリの結婚式に出席している。

#### スタッフ
- 原作 - 原ゆたか『かいけつゾロリ まもるぜ!きょうりゅうのたまご』（ポプラ社刊）
- 企画 - 坂井宏先、内田健二
- 脚本 - もりたけし
- 絵コンテ - 岩崎知子、藤森雅也、滝沢潤、坂田純一
- 演出 - 成川武千嘉、宮脇千鶴、加藤顕
- キャラクターデザイン - 船越英之
- キャラクターデザイン補佐 - 小林哲也
- 総作画監督 - 市来剛、船越英之
- 作画監督 - 芳川弥生、生野裕子、乙幡忠志、諏訪可奈恵、阿部千秋、市来剛
- 作画監督補佐 - 吉田尚人、宮﨑里美
- 動画検査 - 江川陽司、長澤美奈子、原鐡夫
- 色彩設計 - 中島淑子
- 色指定、仕上検査 - 中島淑子、長谷川一美、滝口佳子
- 特殊効果 - 濱中亜希子
- 美術監督 - 加藤美紀
- 美術設定 - 川井憲
- 撮影監督 - 佐々木和宏
- 編集 - 小野寺桂子
- 音響監督 - 三間雅文
- 録音 - 山田富二男
- 効果 - 小山健二、武藤晶子
- 録音助手 - 上野未来、山口博美
- 音楽 - 田中公平
- 音楽プロデューサー - 澁谷知子、山田智子
- 制作進行 - 鳥山孝司、篠田宇俊、山口直斗、野田巧真、上田浩平、横山こころ
- 制作デスク - 菅野淳之
- コンテンツマネージャー - 原京子
- アニメーションプロデューサー - 矢尾板克之
- プロデューサー - 小原解子、尾崎雅之、岡村雅裕
- アニメーション制作 - サンライズ、亜細亜堂
- 監督 - 岩崎知子
- 製作 - 映画かいけつゾロリ製作委員会（ポプラ社、レタス&ピアス、サンライズ、東京テアトル、ポニーキャニオン、メ〜テレ、東急エージェンシー、キッズステーション、日本コロムビア、亜細亜堂）
- 配給 - 東京テアトル

#### 主題歌
エンディングテーマ「いい かげん」（日本コロムビア）
作詞 - 原ゆたか / 作曲 - 田中公平 / 編曲 - 多田彰文 / 歌 - 山寺宏一、愛河里花子、くまいもとこ

### うちゅうの勇者たち（アニメオリジナル）
『映画かいけつゾロリ うちゅうの勇者たち』のタイトルで2015年9月12日に公開された。前作から1年9か月ぶりの公開。
本作よりアニメーション制作会社のうち、従来のサンライズからバンダイナムコピクチャーズ（BN Pictures）に変わっている。
上映時間は前2作より短くなり、2006年の映画と同程度の長さになっている。また、主題歌も主要声優陣が担当した前2作とは異なり、マキタスポーツが担当する。
キャッチコピーは「さあ、オレさまと一緒に宇宙で冒険だ!!」。
2016年3月16日にDVDが発売され、2017年3月20日には2006年の映画と同様にNHKEテレ（9:10 - 10:00）で放送された。

#### あらすじ
隕石が街で大ブーム。それを聞いたゾロリは海底で隕石を探すも、タコの集団に襲われてしまった。イシシとノシシはオナラで撃退しようとするが、潜水服を着たままだったので、オナラはできなかった。そこでゾロリは魚雷を発射するも、誤ってイシシとノシシに当ててしまい、その衝撃で潜水服が破れ、溜まっていたオナラによって三人はそのまま宇宙のとある星・ムムーン星へ降り立った。そこで三人は、ムムーン星のお姫様・クララと出会い、ゾロリはクララに一目ぼれ。クララはゾロリたちを伝説の勇者様と信じ、ムムーン星に住んでいる怪獣を倒してほしいと言う。最初は逃げようとしたゾロリだが、肝心の宇宙船がないので、どうしようもない。そこで、クララの祖父・ムムジィは「怪獣退治のお礼に宇宙船を差し上げる」ことを約束し、ゾロリは偶然ついてきた、タコと共に怪獣退治へ出かけることになる。だが、この伝説には意外な真相があった。

#### 声の出演
- ゾロリ - 山寺宏一
- イシシ - 愛河里花子
- ノシシ - くまいもとこ
- イケメンのタコ - 関智一
- クララ - 茅野愛衣
- ムムジィ - 稲葉実
- 怪獣 - 金田朋子
- 宝石屋 - 遠藤大智
- ワニおばさん - 鷄冠井美智子
- 星人 - 村上裕哉、大隈健太
- 女の子達 - 奈波果林、藍沢美帆、名賀亜美、山本瑞稀
- ユータカ - 原ゆたか
- キヨーコ - 原京子
- アンジー - 鈴木翔瑛
- ビーズ - 土田理央奈
- シーボ - 小山内智行
- デュオ - 大石真愛

なお、エンディングにはゾロリがこれまで出会った花嫁候補の女性（イシシ&ノシシの婚約者・マルチーヌを含めて）が登場している。

#### スタッフ
- 原作 - 原ゆたか『かいけつゾロリシリーズ』（ポプラ社刊）
- 企画 - 奥村傳、宮河恭夫
- 脚本 - 岡田麿里、小柳啓伍、和場明子
- 絵コンテ - 岩崎知子、奥澤明裕、浜名孝行、小野木一樹、木村哲
- 演出 - 成川武千嘉、加藤顕、岩崎知子
- キャラクターデザイン - 船越英之
- 作画監督 - 生野裕子、市来剛、芳川弥生、船越英之
- キャラクターデザイン補佐、作画監督補佐 - 小林哲也
- 動画検査 - 長澤美奈子、原鐡夫
- 色彩設計 - 中島淑子
- 色指定 - 都甲晃子
- 仕上検査 - 都甲晃子、中島淑子
- 美術監督 - 松本実希子
- 美術設定 - 大野広司
- 撮影監督 - 佐々木和宏
- 3DCG - 佐々木和宏、市来剛
- 編集 - 小野寺桂子
- 編集アシスタント - 高橋貴也
- 音響監督 - 三間雅文
- 録音 - 山田富二男
- 効果 - 小山健二
- 録音助手 - 上野未来、佐藤達也
- 効果助手 - 武藤晶子、長谷川卓也、三井友和、緒方康恭
- 音楽 - 田中公平
- 音楽プロデューサー - 服部玲治、澁谷知子、山田智子
- 制作進行 - 鳥山孝司、宮田聡、梅沢旭
- 制作デスク - 菅野淳之
- コンテンツマネージャー - 原京子
- アニメーションプロデューサー - 矢尾板克之
- エグゼクティブプロデューサー - 尾崎雅之
- プロデューサー - 加藤裕樹、樋口弘光、岡村雅裕
- アニメーション制作 - BN Pictures、亜細亜堂
- 監督 - 岩崎知子
- 製作 - 映画かいけつゾロリ製作委員会（ポプラ社、レタス＆ピアス、バンダイナムコピクチャーズ、東京テアトル、ポニーキャニオン、イオンエンターテイメント、キッズステーション、メ〜テレ、日本コロムビア、亜細亜堂）
- 配給 - 東京テアトル
- 配給協力 - イオンエンターテイメント

#### 主題歌
エンディングテーマ「とぅ・び・こん・にゅ」（日本コロムビア）
作詞 - 原ゆたか&マキタスポーツ / 作曲・編曲 - マキタスポーツ / 歌 - マキタスポーツ presents Fly or Die

### ZZのひみつ（アニメオリジナル）
『映画かいけつゾロリ ZZ（ダブルゼット）のひみつ』のタイトルで2017年11月25日公開。
メインゲストも過去のゾロリの両親のみである。

#### あらすじ
自分のブロマイド写真を売るために立ち寄った街・ドーナツシティで「朝7時から先着100名にドーナツを無料でプレゼントするキャンペーン」の話を知ったゾロリたちは、巨大な目覚まし時計の機械「ぞろり庵」で早寝しようとするも、ママを恋しくなったその途端、突然過去へタイムトラベルしてしまい、それと同時にかいけつゾロリの服の胸のダブルZが消えてしまった。
ゾロリたちはその町でロリーという少女と出会い、彼女に一目惚れしたゾロリはどこか懐かしさを感じながらも彼女に告白しようとするが、ロリーはなんと若き日のゾロリのママ・ゾロリーヌだった。自分のママだと知ったゾロリは歴史が変わってしまうのを危惧して複雑な気持ちで彼女を振ることを決意し、現代に帰るために警察に回収されたぞろり庵を取り戻しに向かうとゾロリーヌも同行し、彼女の助けもあり、ぞろり庵を取り戻すも突然現れた怪物・ピカゴラスによってゾロリーヌとぞろり庵が食べられてしまう。そこへ若き日のゾロリのパパ・ゾロンドが現れ、ゾロリたちはゾロンドと手を組み、ゾロリーヌを助け出す作戦を開始する。

#### 声の出演
- ゾロリ、ゾロンド・ロン - 山寺宏一
- イシシ - 愛河里花子
- ノシシ - くまいもとこ
- ゾロリーヌ（ゾロリママ/ロリー） - 玉川紗己子、百田夏菜子（少女時代）
- 隊長 - 北沢洋
- ゾロリ（幼少期） - 伊東みやこ
- 運転手 - 櫻井トオル
- 寮母さん - 鷄冠井美智子
- ピカゴラス - 拝真之介
- 警官 - 浅利遼太、小松昌平、峰岸佳
- マダム - 青野菜月
- 女学生 - 桜あず
- 子供 - 遠藤東來、辻田シゲミ
- 原店長 - 原ゆたか
- 店員の京子さん - 原京子

なお、タイムトラベルのシーンでは妖怪学校の先生とその生徒、ブルル&コブル、タイガー、ネリー、イヌタク一家が一瞬登場しており、エンディングでも彼らを含むこれまでの登場人物が多数登場。

#### スタッフ
- 原作 - 原ゆたか『かいけつゾロリシリーズ』（ポプラ社刊）
- 企画 - 長谷川均、宮河恭夫
- 脚本 - 吉田玲子
- 演出・OP絵コンテ協力 - 松尾晋平
- キャラクターデザイン - 船越英之
- キャラクターデザイン補佐 - 小林哲也
- 作画監督 - 市来剛、をがわいちろを、関根昌之、船越英之
- 動画検査 - 長澤美奈子、原鐡夫、江川陽司
- 色彩設計 - 中島淑子
- 色指定・仕上検査 - 都申晃子、滝口佳子、中島淑子
- 美術監督 - 丸尾麻紀
- 美術設定 - 関根昌之
- 撮影監督 - 後藤春陽
- 撮影補佐 - 秋山優
- スピログラフワークデザイン - 田村あず紗
- 特殊効果 - 倉持美里
- 3DCG - 市来剛、大橋賢史
- 編集 - 小野寺桂子
- 編集アシスタント - 渡邊千波、新沼奈美
- 音響監督 - 三間雅文
- 録音 - 山田富二男
- 効果 - 小山健二
- 録音助手 - 蜂須賀英幸、佐藤達也
- 音楽 - 田中公平
- 音楽プロデューサー - 澁谷知子、山田智子
- 制作進行 - 南波春樹、菅原光平
- 制作デスク - 下重寿人
- コンテンツマネージャー - 原京子
- アニメーションプロデューサー - 矢尾板克之
- エグゼクティブプロデューサー - 尾崎雅之
- プロデューサー - 加藤裕樹、樋口弘光、岡村雅裕
- 監督・絵コンテ - 藤森雅也
- アニメーション制作 - BN Pictures、亜細亜堂
- 製作 - 映画かいけつゾロリ製作委員会（ポプラ社、レタス＆ピアス、バンダイナムコピクチャーズ、東京テアトル、ポニーキャニオン、イオンエンターテイメント、キッズステーション、メ〜テレ、日本コロムビア、亜細亜堂）
- 配給 - 東京テアトル

#### 主題歌
オープニングテーマ「つぎいってみよう!」（日本コロムビア）
作詞 - 原ゆたか / 作曲 - 田中公平 / 編曲 - 江原大介 / 歌 - 山寺宏一、愛河里花子、くまいもとこ
エンディングテーマ「夢は心のつばさ」（日本コロムビア）
作詞 - 原ゆたか / 作曲 - 田中公平 / 編曲 - 多田彰文 / 歌 - 百田夏菜子、山寺宏一
挿入歌「瀬戸の花嫁」
作詞 - 山上路夫 / 作曲 - 平尾昌晃 / 編曲 - 森岡賢一郎 / 歌 - 百田夏菜子
「シューベルトの子守唄」
訳詞 - 内藤濯 / 作曲・編曲 - フランツ・シューベルト / 歌 - 山寺宏一、玉川紗己子

## プラネタリウム映画
まじめにふまじめ かいけつゾロリ 宇宙たんけん大さくせん ちきゅうをめざせ!編
まじめにふまじめ かいけつゾロリ 宇宙たんけん大さくせん おうごんの星をさがせ!編
まじめにふまじめ かいけつゾロリ 宇宙たんけん大さくせん
2006年製作のプラネタリウム映画。

## ゲームソフト
ニンテンドーDS用ソフト『まじめにふまじめ かいけつゾロリ きょうふのたからばこ』が2006年8月31日にマーベラスインタラクティブが発売。ジャンルはアクションアドベンチャー。

### ストーリー
いつものように旅を続けていたゾロリたちは立派な城のあるオカシナ町に到着する。しかし、ある切っ掛けで捕まってしまいお城に住んでいる王様の元まで連れて行かれてしまう。ゾロリはその城の王様に「王様にあこがれている」と言うと、七つの宝箱を見つけてきたら王様にしてあげると言われ、ゾロリは王様になるためにイシシとノシシと一緒に宝箱を探しに出かける。

### 登場キャラクター
- ゾロリ
- イシシ
- ノシシ
- ネリー
- ミリー
- ようかい学校の先生
- ようかいたち（ゴーゴン、オオカミ男、雪女、蜘蛛女）
- タイガー
- ブルル
- コブル
- アーサー
- エルゼ姫
- えんま大王
- 新人アクマ
- ガオン
- トポル
- チポリ

## 関連商品

### DVD
50話までの話のDVDが2005年7月29日 - 2006年3月24日発売。全17巻
51話からの話のDVDは2006年7月24日 - 2007年3月23日発売。全16巻
劇場版 まじめにふまじめ かいけつゾロリ なぞのお宝大さくせん（2006年7月28日、ハピネット）
映画 かいけつゾロリ だ・だ・だ・だいぼうけん!（2013年7月2日、ポニーキャニオン）
映画 かいけつゾロリ まもるぜ!きょうりゅうのたまご（2014年7月16日、ポニーキャニオン）
映画 かいけつゾロリ うちゅうの勇者たち（2016年3月16日、ポニーキャニオン）
映画 かいけつゾロリ ZZのひみつ（2018年7月4日、ポニーキャニオン）

### CD
『あじゃぱー』（2005年4月22日、GUNBOY、GBCL-1002）
OP/EDシングルアルバム
『ゼッコーチョー!』（2006年5月26日、GUNBOY、GBCL-1005）
OP/EDシングルアルバム

### 本
まじめにふまじめかいけつゾロリ おやじギャグ大百科（著：原ゆたか、ポプラ社、2005年7月、ISBN 4591087352）
まじめにふまじめかいけつゾロリ なぞなぞ大百科（著・監修：原ゆたか、ポプラ社、2005年10月、ISBN 4591089401）
かいけつゾロリのおやじギャグかるた（著：原ゆたか、ポプラ社、2005年10月、ISBN 4591088375）

### その他
『かいけつゾロリ ゆめのハッスル歌謡ショー』（2006年7月、ポプラ社、ISBN 4591093166）
CD付き絵本